# Adneter Marmor

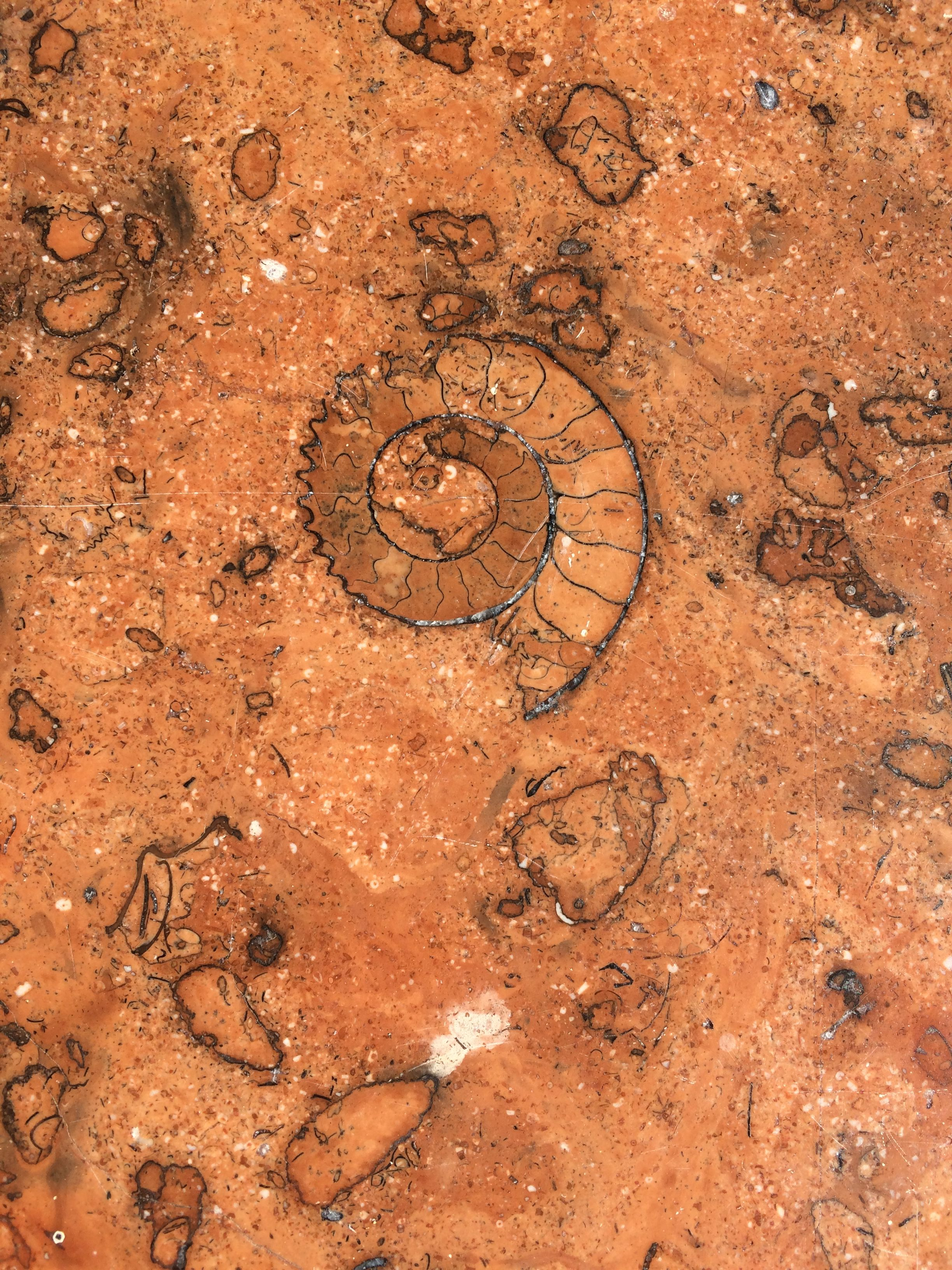
Polierter Lienbacher Marmor mit angeschnittenem Ammonit. Dunklere Manganoxid-Häutchen lassen sowohl Umriss und Kammern des Ammonitengehäuses als auch umliegende Kalkknollen gut erkennen

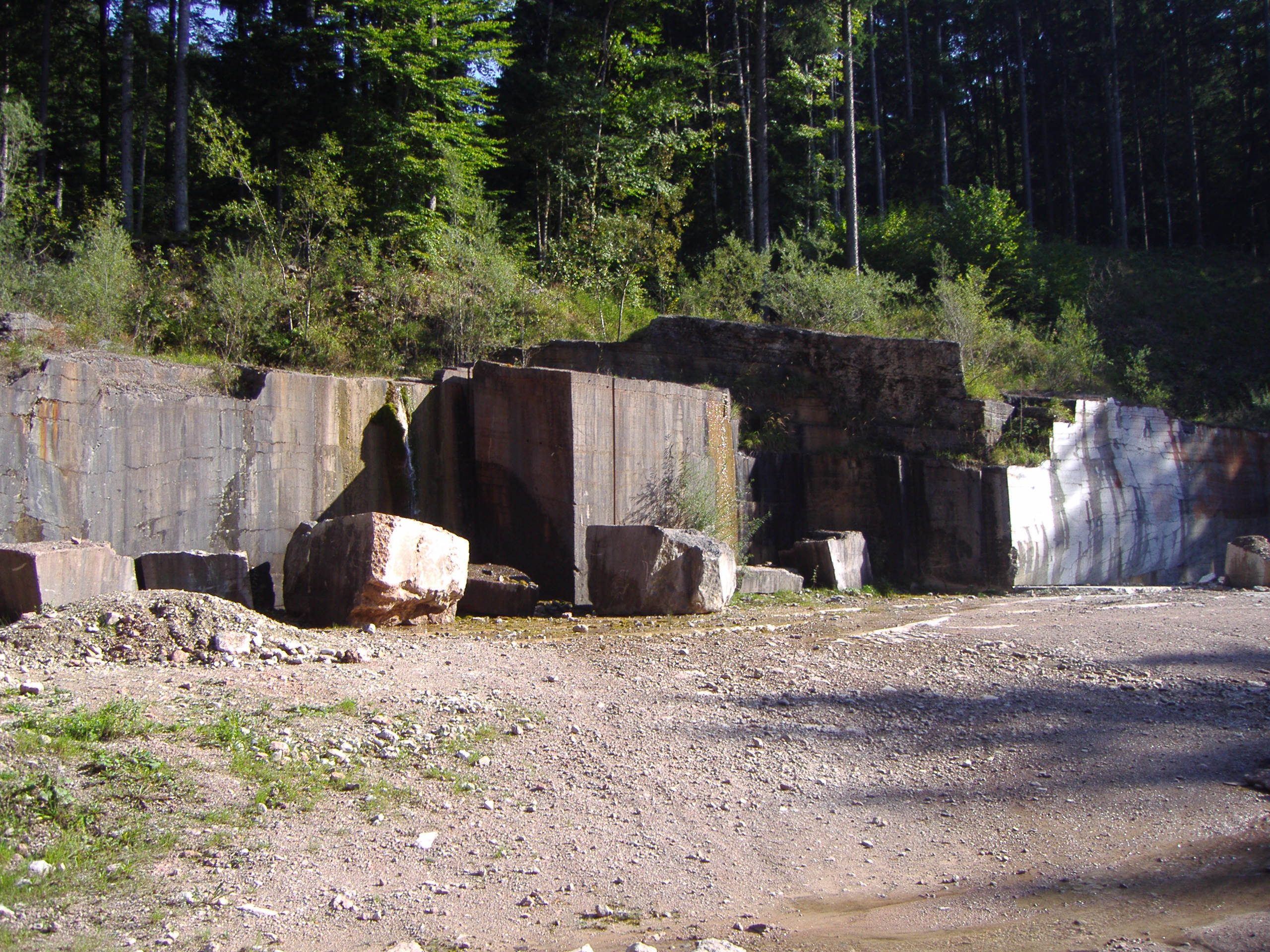
Rotgrau-Schnöllbruch in Adnet (von hier stammen die Säulen des Parlamentsgebäudes in Wien)

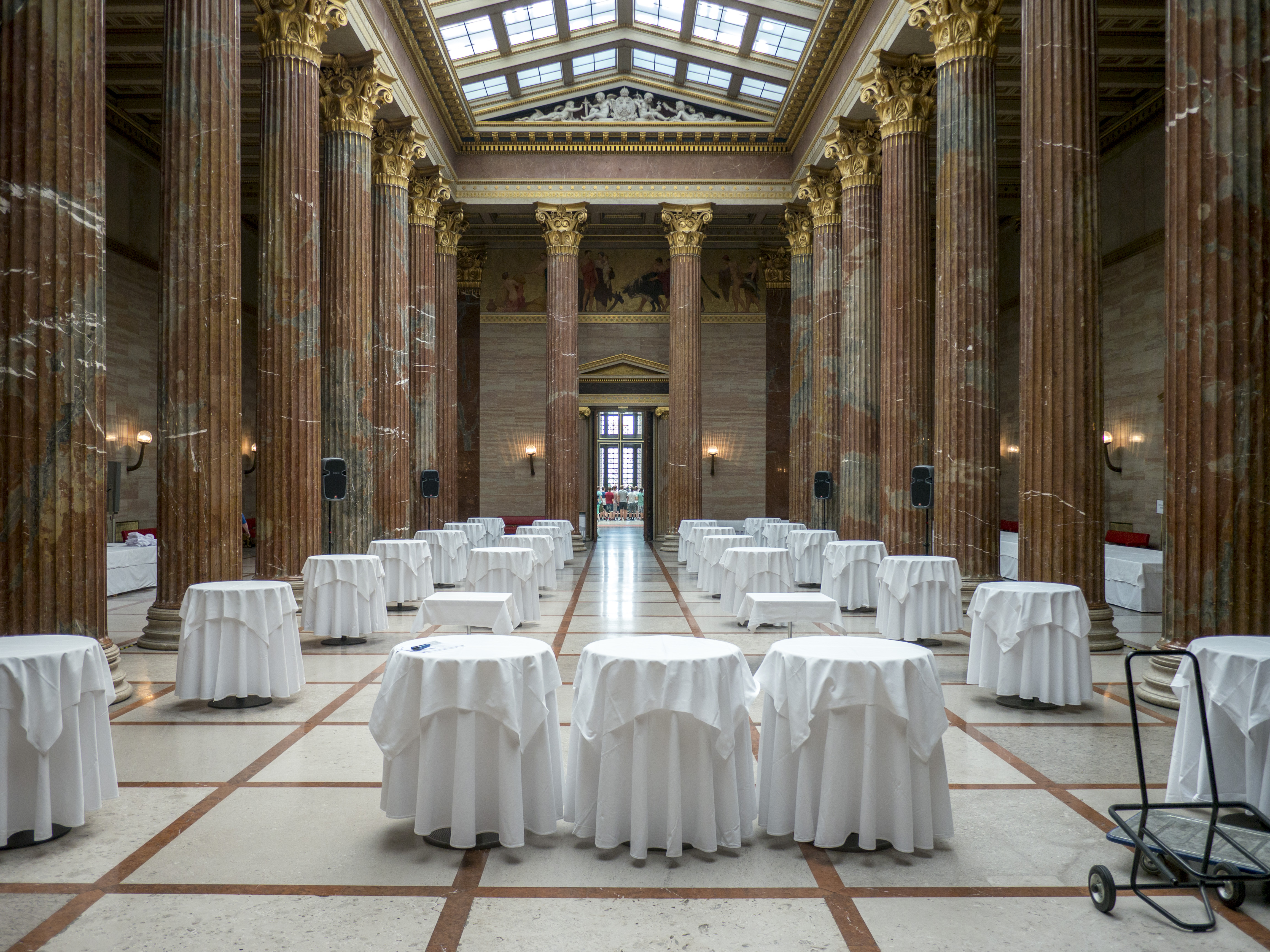
Eingangshalle Parlament in Wien. Säulen aus Adneter Schnöllmarmor

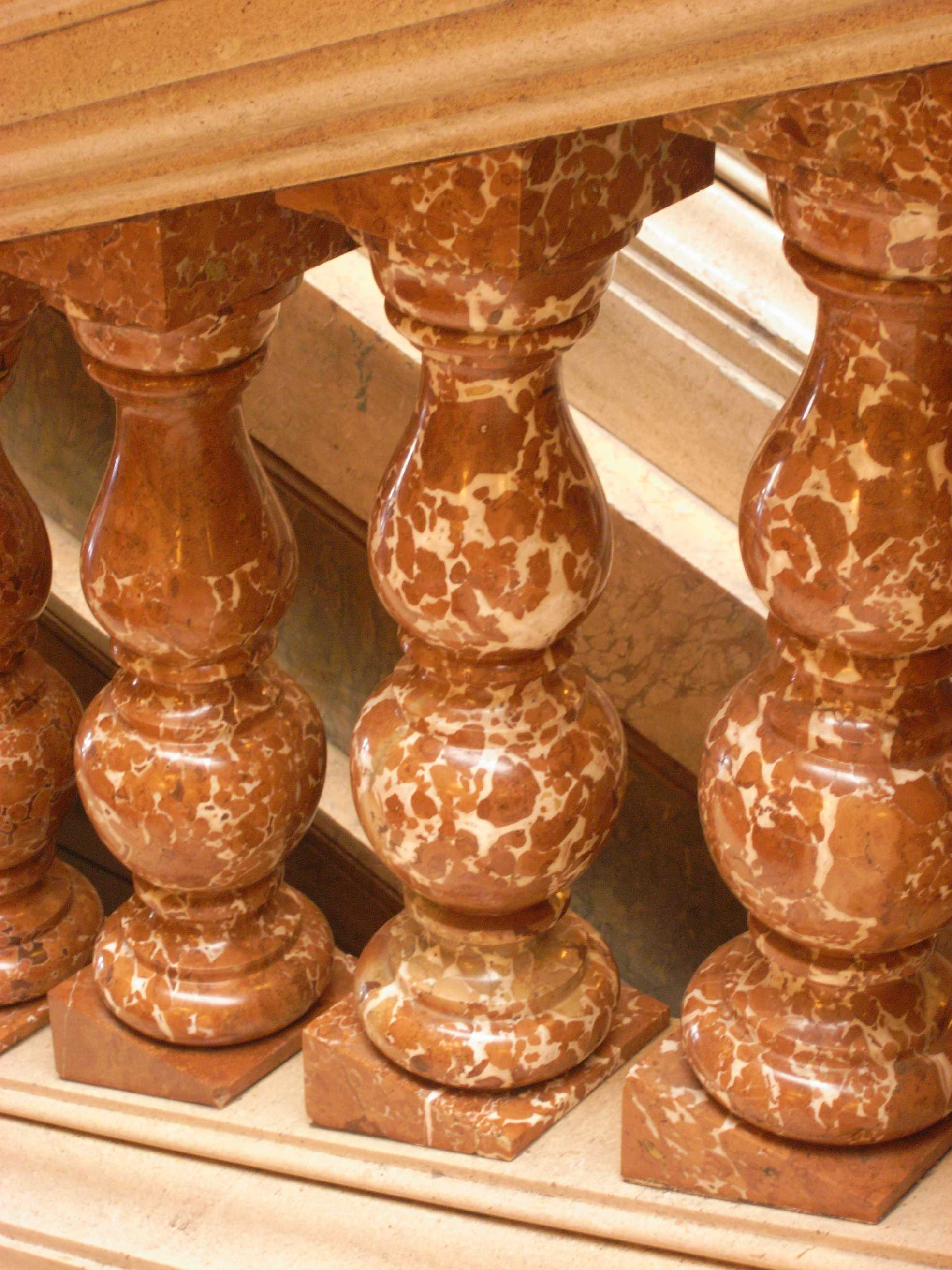
Nationalmuseum Prag, Baluster aus Rotscheck

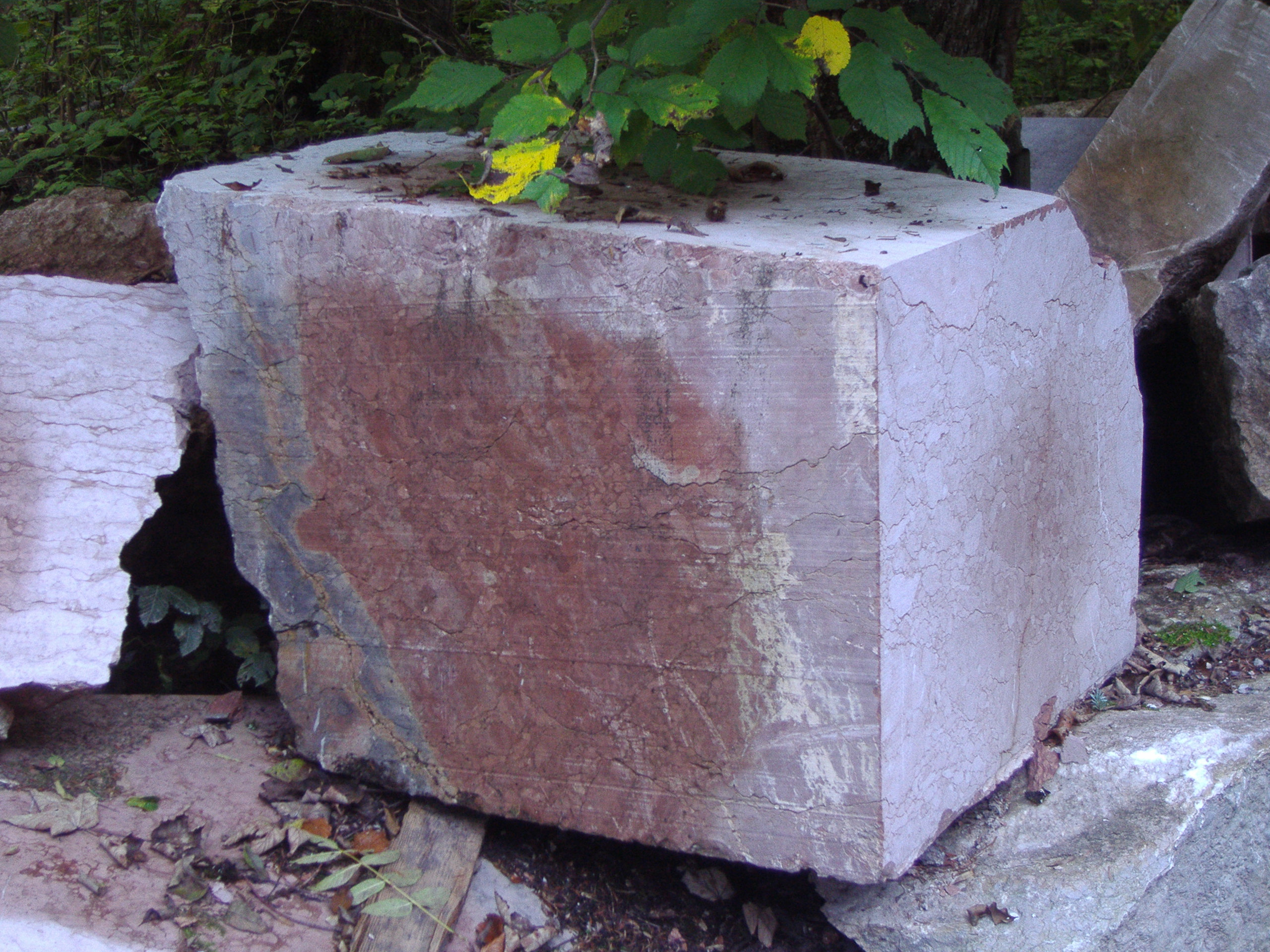
Block aus Adneter Marmor

Der Adneter Marmor ist der Handelsname verschiedener bunter polierfähiger Kalksteine. Dieses Gestein zählt zu den Riffkalken und Knollenkalken, weitere gleichbedeutende Bezeichnungen sind Adneter Schichten, Adneter Kalke und Adnet Formation oder Adnet Gruppe.
Die Bezeichnung dieses Natursteins als Marmor hat historische Wurzeln und kann deshalb weiter verwendet werden. Es handelt sich um ein Gestein, dessen Nutzung eine lange Tradition in Mitteleuropa vorzuweisen hat. Durch seine unterschiedliche Farbgebung, besonders durch seine Rotfärbung und sein Varietäten war es als Bau- und Denkmalgestein sehr begehrt. Neben zahlreichen Taufsteinen, Säulen, Portalen, Kanzeln und der spätgotischen Grabmalkunst, sind die Meisterwerke von Veit Stoß, Tilman Riemenschneider und Niclaes Gerhaert van Leyden aus Adneter Marmor hervorzuheben.
Das Gesteinsvorkommen befindet sich in Adnet, einer Gemeinde im Salzburger Land im Bezirk Hallein in Österreich. Die Steinbrüche stellen die eigene Ortslage Adneter Marmorbrüche dar.

## Geschichte

### Römerzeit
Die Römer haben den Kalkstein ab dem 2. Jahrhundert abgebaut und für Reliefs, Bau- und profilierte Werksteine sowie Mosaiken verwendet. Das Marmormuseum Adnet zeigt ein Säulenfragment aus der Römerzeit, Fundort ist der Tauglwald bei Vigaun im Süden von Hallein. Im Salzburg Museum sind drei Steinblöcke mit Reliefdarstellungen aus dieser Zeit ausgestellt.

### Romanik
In der Vorromanik und Romanik wurden aus diesem Stein vor allem Reliefgestaltungen hergestellt. Im Bauwesen, sowohl bei Sakralbauten als auch im profanen Bereich, fand der rote Adneter Knollenkalkstein Verwendung.

### Gotik
In der Gotik, ab etwa 1230, gewann vor allem der „Adneter Scheck“ eine besondere Bedeutung. Ein erster schriftlicher Beleg für das Vorhandensein von Steinbrüchen stammt aus dem Jahre 1420. Die Adneter Marmore sind die Träger der gesamten gotischen Österreichisch-bayrischen Grabmalplastik. In den nachfolgenden Zeiten war das Gestein immer nachgefragt.

### Barock
Nicht nur im barocken Salzburg ist Adneter Marmor der bevorzugte Naturstein aller Repräsentationsbauten. Mariensäulen, Portale, Bodenbeläge, Wandverkleidungen, Türrahmungen, Fensterlaibungen, Gedenktafeln, Bildstöcke, Altarschranken oder Weihwasserbecken, alles nur Erdenkliche wurde aus diesem Stein geschaffen.

### 19. Jahrhundert
Am Beginn des 19. Jahrhunderts, im Jahr 1805 entstand das Marmorwerk Oberalm aus dem stillgelegten erzbischöflichen Messinghüttwerk im Ortsteil Hammer in Oberalm. Dieser Betrieb ist stark mit den Adneter Steinbrüchen verbunden. 1887 übernahm die „Aktiengesellschaft für Marmorindustrie Kiefer“ das Werk. Dies war der Beginn der industriellen Steinbearbeitung, zwischen 1861 und 1887 wurden weitere Adneter Steinbrüche zugekauft (Kirchenbruch, Schwalberbruch - Motzau, Scheck- und Tropfbruch).

### Historismus
Erwähnenswert ist die Anfertigung der „… 24 monolithischen Säulen aus prachtvollem Adneter Rotgrau-Schnöll-Marmor …“, die das Dach über der Säulenhalle des Parlamentsgebäudes an der Ringstraße in Wien tragen. Die kannelierten Säulenschäfte sind 8,5 Meter hoch und haben einen Durchmesser von 1,10 Meter, sie ruhen auf jeweils auf einer hellen Säulenbasis und sind mit einem 1,5 Meter hohen korinthisierenden Kapitell (Durchmesser 1,65 m) abgeschlossen. Die Kapitelle sind aus Untersberger Marmor gefertigt und vergoldet. Der Transport der Schaftrohlinge vom Schnöllbruch in Adnet zum Bahnhof in Hallein stellte eine große Herausforderung dar. Für einen 18 t schweren Monolithen wurden vor den Wagen, der von den werkseigenen Stellmachern eigens angefertigt wurde, 36 Pferde gespannt, um über den Bergrücken Strub zu kommen. Zwei dieser Säulen wurden 1950 aus dem gleichen Steinbruch (Schnöll) nachgeliefert, da im Zweiten Weltkrieg zwei Peristyl-Säulen durch Fliegerbomben zerstört wurden.
Durch die Neuerrichtung der Erzherzogin-Giselabahn (Salzburg-Tiroler-Bahn), als Ersatz für den Steintransport mit Schiffen über die Flusswege, waren die Adneter Steinbrüche ab 1875 mit Europa besser verbunden. Damit begannen vermehrte Lieferungen nicht nur in den mitteleuropäischen Raum, sondern auch über den Kontinent hinaus in den Nahen Osten, in die Türkei, nach Jerusalem und Kairo auch nach Südafrika und bis zur Weltausstellung nach Chicago und auch nach Kanada.

### Erster Weltkrieg und Zwischenkriegszeit
Im Ersten Weltkrieg kam der Marmorabbau beinahe gänzlich zum Erliegen. Nach 1918 wurde anfänglich nur in sehr kleinem Umfang abgebaut, die Zwischenkriegszeit mit der großen Weltwirtschaftskrise war eine wirtschaftlich schwierige Zeit auch in den Adneter Steinbrüchen.

### NS-Zeit
1938 stellte den Steinabbau in Adnet vor unlösbar scheinende Probleme. Die NS-Führung entdeckte diesen polierfähigen, bunten Kalkstein für sich. Hitler ließ durch seinen Architekten Albert Speer große Mengen von Adneter Marmor für seine Repräsentationsbauten abbauen und bearbeiten. Die Stammbelegschaft der Marmorindustrie Kiefer konnte die Fülle an Aufträgen nicht mehr bewältigen und so wurden Gastarbeiter geholt, vor allem aus Italien. Bis zu 400 Steinbrucharbeiter sollen damals in den Steinbrüchen tätig gewesen sein.
In diese Zeit fällt auch die Einführung einer maschinellen Abbaumethode, der Loch-an-Loch Abbau. Bis 1938 wurde in Adnet ausschließlich händisch durch Schroten der Marmor gewonnen. Für das gigantische Führerarbeitszimmer in der neuen Reichskanzlei in Berlin wurde als besonderes Prunkstück ein Kartentisch aus Rot-Tropf-Marmor gefertigt, die Platte hat die Maße 500 × 160 × 18 cm und wurde angeblich nach dem Krieg nach Moskau gebracht.

### Nachkriegszeit
Nach dem Zweiten Weltkrieg ließ die Nachfrage zwar stark nach, was sich auch in Schließungen von einigen Steinbrüchen widerspiegelt, aber auch beim Wiederaufbau, z. B. von Bahnhöfen, war Adneter Marmor gefragt. Durch effektivere Abbaumethoden und moderne Maschinen bei der Weiterverarbeitung bleiben die Adneter Marmorbrüche weiter in Betrieb.

## Adneter Steinhauer

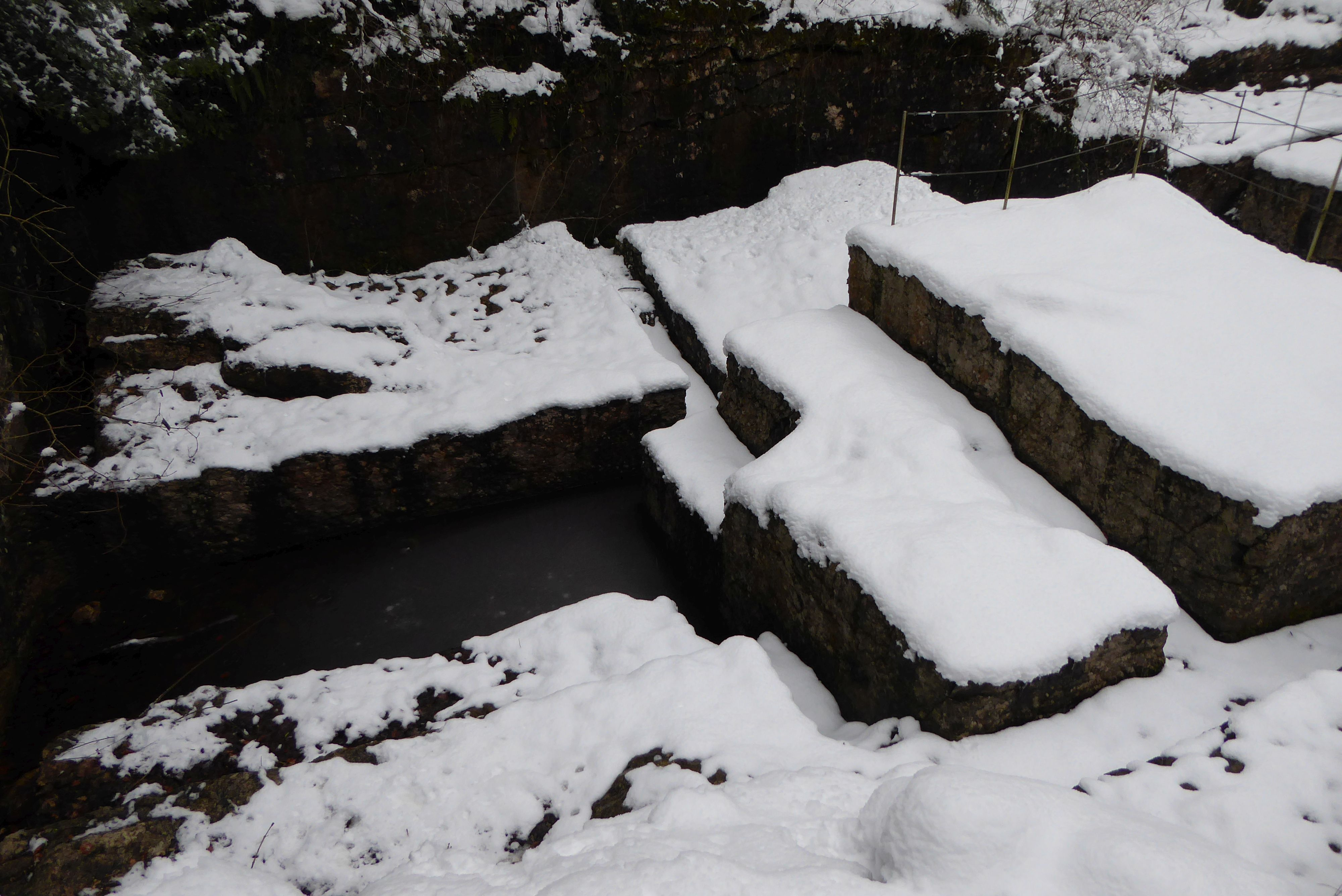
Schrotgänge im historischen Schmiedebruch

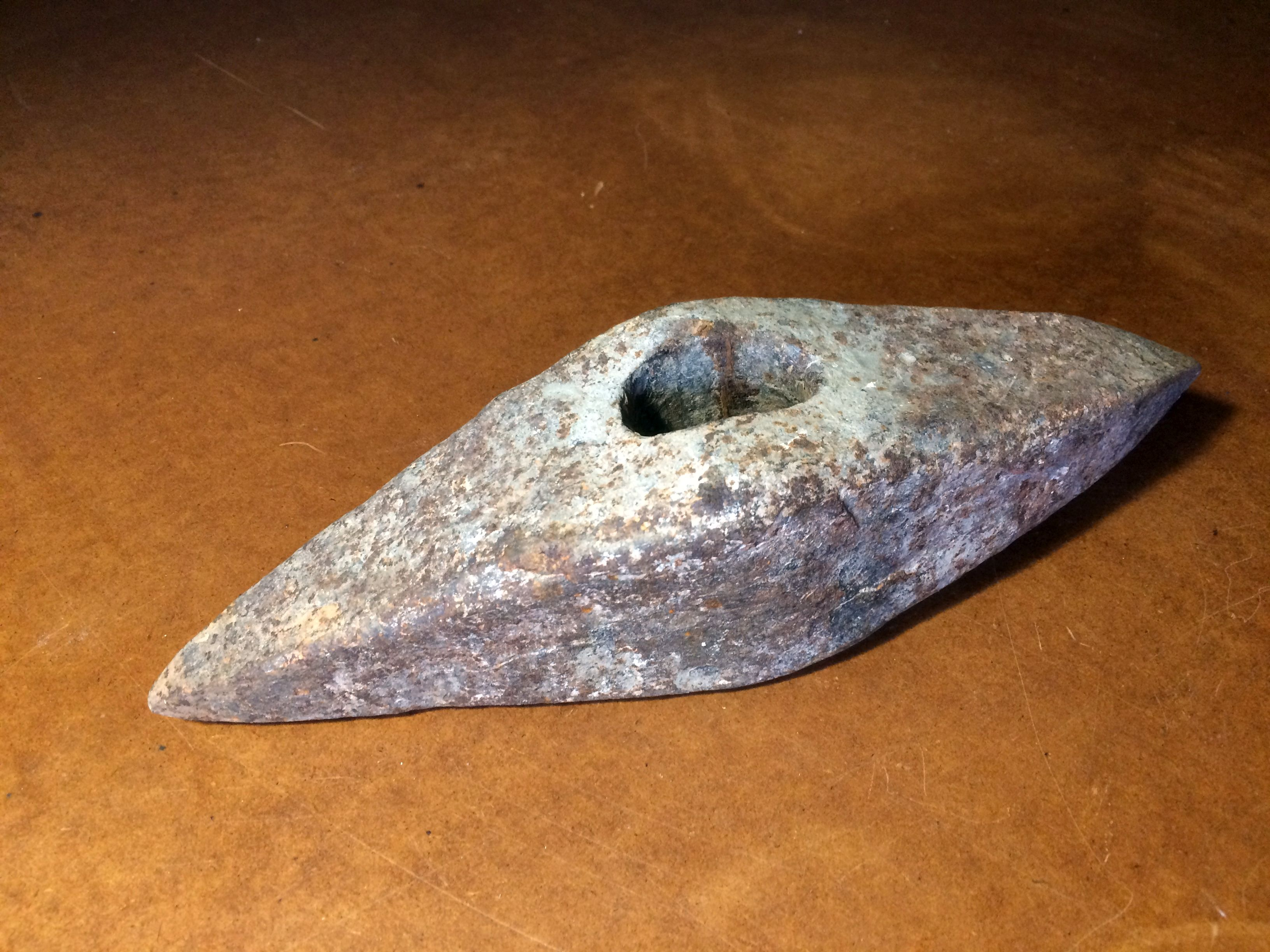
Zweispitzkopf, solche Schrothämmer waren bis zu 6 kg schwer

Über Jahrhunderte hinweg, bis 1938, wurden in den Adneter Steinbrüchen die Rohblöcke von Steinhauern mit einem bis zu 6 kg schweren Schrothammer, einem Zweispitz, freigehauen. Dabei wurden schulterbreite Schrämschlitze, sogenannte Schrotgänge, um den Block herausgearbeitet. Ein tüchtiger Mann schaffte als Tagesleistung etwa 100 cm Länge, 50 cm (Schulter)Breite und 30 cm. Waren alle vier Seiten freigehauen, konnten die Platten mit Hilfe von schlanken Arbeitskeilen in den Lagerfugen gelöst (aufgetrieben) und über Holzwalzen oder Stahlkugeln bewegt, verladen und abtransportiert werden. Der Beruf des Steinhauers, der das Marmordorf Adnet über Jahrhunderte geprägt hat, ist heute nur mehr Geschichte. Im Adneter Dorfleben ist der „Steinhauer“ aber weiterhin präsent, und zwar in der „Steinhauer Musikkapelle Adnet“ (SMK).

## Geologie und Steinbrüche
Für Geologen und Paläontologen ist das Gebiet der Adneter Steinbrüche das „Mekka“ der Gesteinsablagerungen, was die Obere Trias (Riffkalke) und dem Unteren Jura (Rotkalk) betrifft, denn die beinahe ungestörte Lagerung der Schichtabfolge ist hier gut sichtbar dargestellt. Seit ca. 1850 waren die Pioniere der Alpengeologie (Gümbel, Suess u. Mojsisovics, Wähner) und auch Paläontologen (Quenstedt, Hauer, Stur) von der Gesteinsabfolge und vom Fossilinhalt fasziniert. Auch im 20. Jahrhundert haben Wissenschaftler wie Erik Flügl, Harald Lobitzer, Florian Böhm, Alois Kieslinger, Max Schlager zu den Gesteinen von Adnet geforscht.

### Entstehung

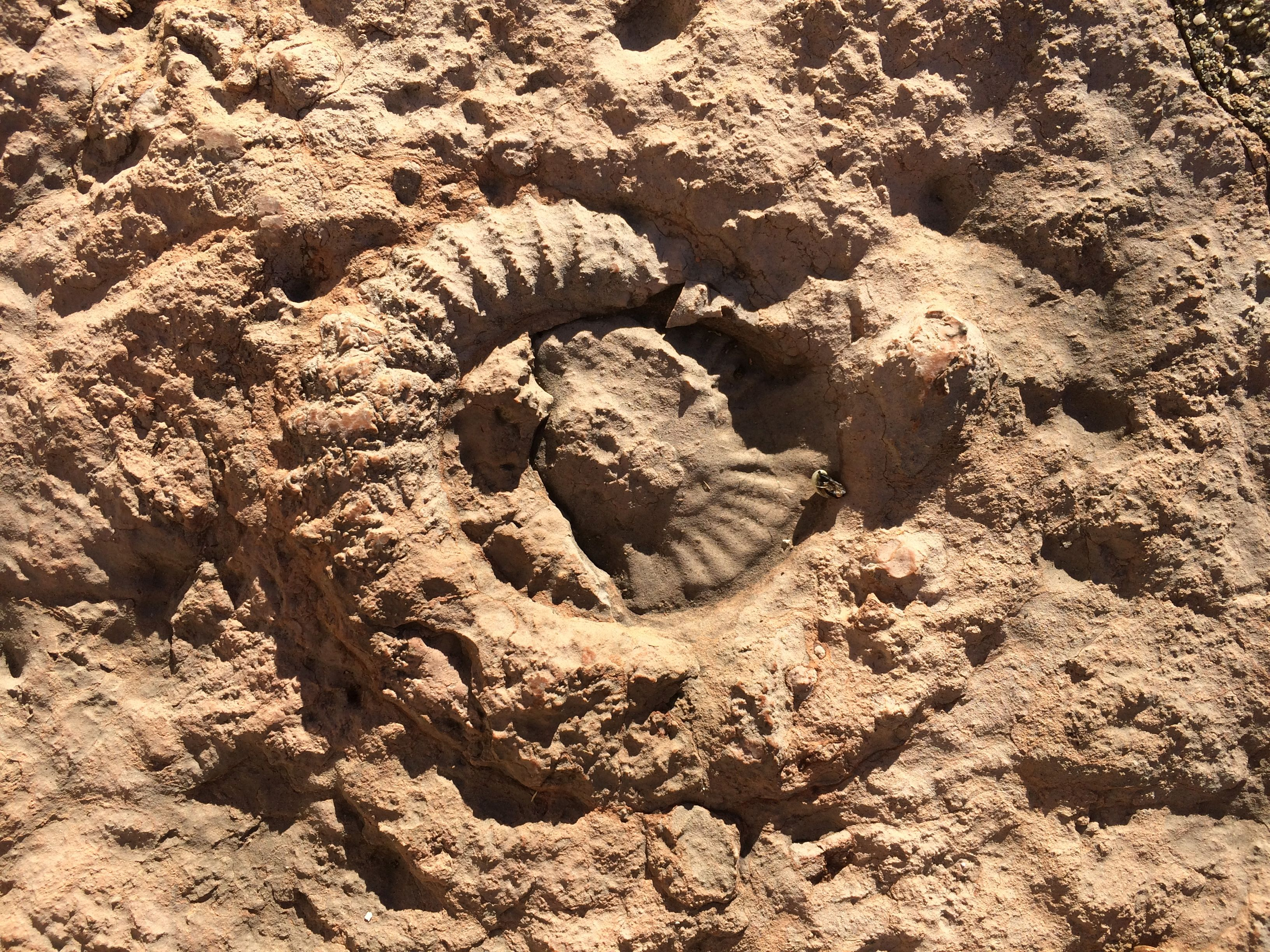
Ammonit aus dem Wimberg- oder Plattenbruch

Entstanden sind die für den Abbau genutzten Gesteinseinheiten als Ablagerungen in einem Flachmeer am Rande des Tethys-Ozeans im Mesozoikum, in der Zeit der Obertrias (Rhät) bis Unterjura (Lias) aus Kalkschalen und Skeletten abgestorbener Tiere sowie Kalkgerüsten von Pflanzen im Meerwasser, wodurch Riffkalke gebildet wurden. Die dabei entstandenen Gesteinseinheiten werden in Adnet traditionell als Tropfmarmore bezeichnet, weil die vielen, sich weißlich abzeichnenden Korallenbruchstücke nach dem Polieren der Platten als Tupfen in der dunkleren Matrix erscheinen.
Durch großräumiges Absinken der Erdkruste „ertranken“ die Korallenriffe und nach einer Übergangsphase wurden nur mehr tiefseetypische „rote Kalke“ schichtartig abgelagert. Diese sind vor allem im Wimbergbruch, aber auch im Langmoos, Eisenmann und Lienbacher Bruch zu finden.
Geographisch betrachtet lag der Ort des Geschehens vor etwa 200 Millionen Jahren etwa 600 Kilometer südlich von Adnet.

### Mineralbestand
Die Riffkalke von Adnet (Tropf- und Urbanomarmor) bestehen zu 99 % aus Calciumcarbonat (kohlensaures Calcium CaCO3) mit geringen Mengen an Eisen- und Aluminiumoxid und Magnesiumcarbonat. Schnöll-, Lienbacher-, Motzen-, Scheck. und Wimbergermarmor haben im Durchschnitt etwa 1 % Eisen- und Manganoxide und ca. 1 % Tonminerale in den Brandlagen und um die Knollen als Häutchen.

### Adneter Steinbrüche

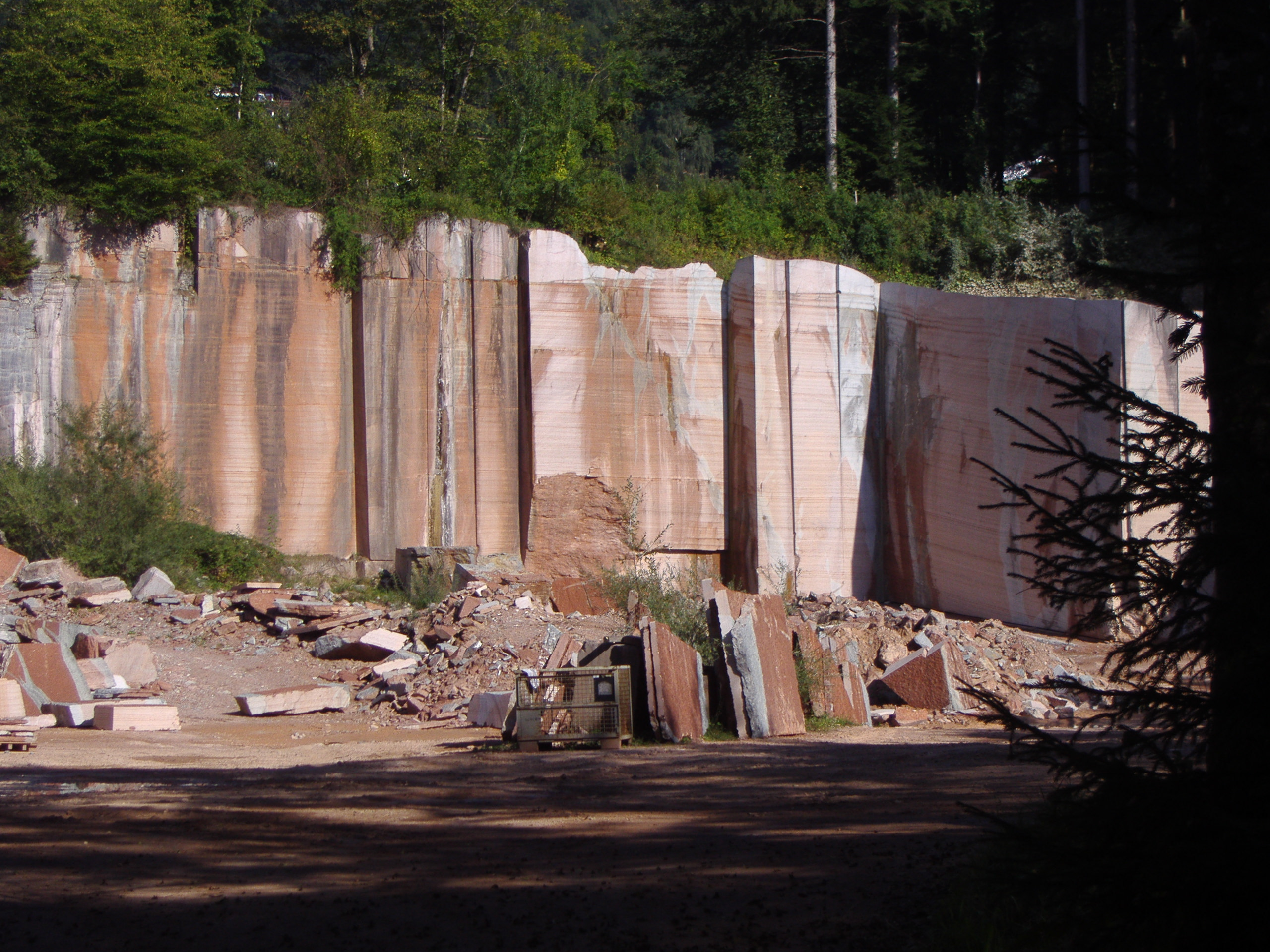
Platten- oder Wimbergbruch in Adnet

Der Adneter Kalkstein wird ausschließlich im Tagbau gewonnen. Auf ungefähr einem Quadratkilometer können rund 50 Steinbrüche benannt werden. Namensgebend für Steinbrüche sind neben regionalen Gesichtspunkten (Wimberg-, Langmoos- und der Kirchenbruch) in Adnet die Besitzverhältnisse.
Historisch bedeutend ist die Tatsache, dass die Adneter Steinbrüche, im Gegensatz zu den Steinbrüchen am Untersberg, bis auf eine Ausnahme im Jahr 1420, niemals im Besitz der Fürst-Erzbischöfe von Salzburg waren.
Viele Adneter Bauern hatten ihren Steinbruch, die Namen von früheren Besitzern existieren noch in Steinbruchnamen und in Sortenbezeichnungen. Der Urban-Bauer ist Namensgeber für Urbano-Licht, oder auch Urbano-Rosa, der Knollenkalkstein Mozauer ist nach dem Mozenbauern, der Schnöllmarmor nach Schnöll-Bauern oder der Lienbacher Marmor nach dem Lienbacher-Bauern benannt.
Gegenwärtig (2021) wird im Wimbergbruch, im Lienbacherbruch, im Eisenmannbruch, im Großen Langmoosbruch und im Großen Tropfbruch dieser besondere Marmor abgebaut.
In den Alpen existiert kein weiterer Ort, an dem auf so engem Raum eine derartige Vielfalt vergleichbarer Gesteine und Färbungen vorkommt.

### Riffkalk
Die sogenannten Tropfmarmore werden auch Korallenkalke genannt, sie sind massige, bunte rhätische Riffkalke mit einer gesamten Mächtigkeit von ca. 200 Metern. In der Grundmasse sind Korallenstöcke eingebettet, deren astartige Verzweigungen aus weißem Calcit (Kalkspat) bestehen.

#### Tropf
Diese Tropfmarmore werden entsprechend der Färbung ihrer Grundmasse in Hell-, Rot-, Grau-, Grün- oder Lebertropf unterschieden. Die Farbskala reicht von weiß über hell- bis tiefgelb, von violett zu leberbraun, tiefrot und hellgrün. Der Lebertropf mit violetter Färbung ist relativ selten.

#### Urbano
Urbano Marmor ist die neuere Bezeichnung von einfarbig hellen Tropfsorten, vor 1900 wurden diese Kirchenbruch Marmore genannt. Unterschieden wird in Urbano-licht und in Urbano-rosa, bei beiden Sorten ist der Kontrast zwischen Grundmasse und den Tropfen, Querschnitte der Korallenzweige, sehr gering.

### Knollenkalk
Die roten Adneter Knollenkalke sind in unterschiedlich starken Schichten abgelagert, diese können einige Zentimeter oder bis über 10 Meter betragen.
Sie sind durch Eisen- und Manganoxide rot bis rotgrau gefärbt und stammen aus dem Unterjura (Sinemurium). Charakteristisch ist für sie eine Entfärbung in der Umgebung von vertikalen Brüchen und Rissen, in diesen Bereichen wird die Rotfärbung chemisch in Grau umgewandelt. Auch kugelige Entfärbungen um Vanadiummineralen, die als dunkle Körner sichtbar sind, kommen vor.

#### Schnöll
Die Schnöll Marmore sind dickbankige Kalksteine mit zahlreichen Fossilien (Schwämme, Ammoniten und Brachiopoden) und den Farbvarianten von Rot und Rot-Grau. Die wenig entwickelten Knollen sind von der Grundmasse schwer zu unterscheiden, diese schwankt mit fließenden Übergängen zwischen gelb, brau, grün, braun, grau und rot in blassen bis kräftigen Farbtönen.

#### Motzen
Der Motzen Marmor hat undeutliche Knollen, seine Charakteristik sind Einschlüsse von Stielgliedern der Seelilien oder Seeigelnadeln, die mit weißen Calcitkristallen gefüllt sind und sich deutlich hervorheben. Die Bänke sind lagerfrei bis höchstens 50 cm Mächtigkeit vorhanden.

#### Lienbacher
Der Lienbacher, auch als Adneter Rot bezeichnete Naturwerkstein ist ein vorrangig plattiger roter Knollenkalk, der viele Farbabstufungen in braunrot zeigt und niemals grau auftritt. Seine Besonderheit zeigt sich in Knollen, die etwas dunkler als die Grundmasse sind und die deutlich von einem sehr dunklem Häutchen aus Manganoxid (im Volksmund der Adneter die „verbrannte Schicht“) umhüllt sind. Auch Entfärbungen durch Vanadiumkerne („Augen“) sind häufig zu finden. Das Gestein tritt in relativ leicht spaltbaren Platten von einer Dicke bis zu 30 cm auf.

#### Wimberg
Der Wimberg Marmor ist dünnbankig mit relativ kleinen gut erkennbaren Knollen. In diesem eher spröden und härterem Material finden sich auch runde Entfärbungen. Die oberste Schicht, man spricht von der „hangenden“ Schicht, ist bis zu 2 Meter mächtig und sehr kompakt, ohne Lager und mit weniger Knollen. In der Gotik wurden aus diesem Material bevorzugt Grabplatten sogar mit Hochreliefs geschaffen.

### Brekzien

#### Scheck
Wegen der typischen Zeichnung werden zu Kalkbrekzien zertrümmerte Kalke Scheck-Marmore genannt und die Farbe vorangestellt, wie zum Beispiel Rot-Scheck und Grau-Scheck.

## Sortengalerie (Auswahl)

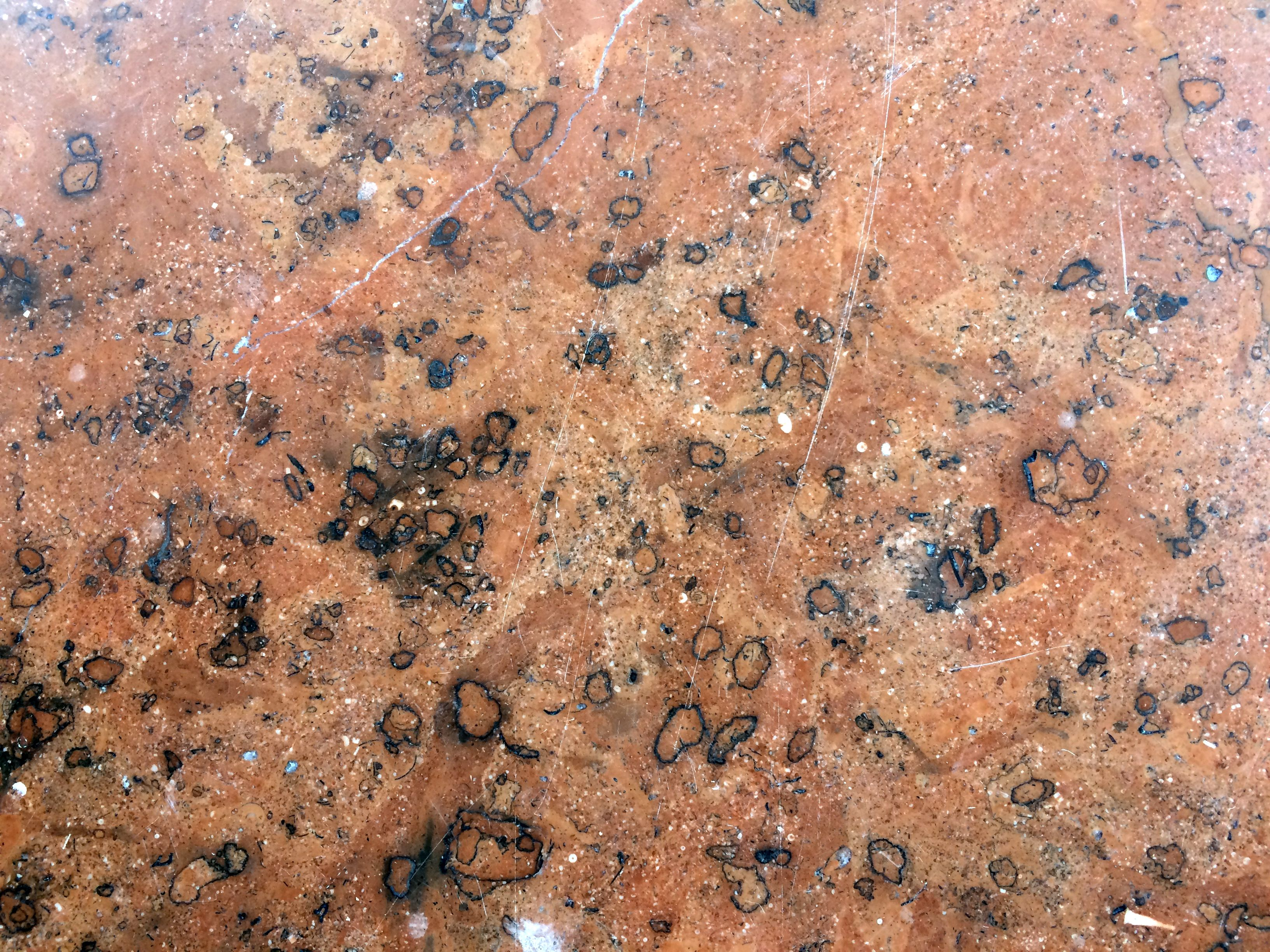
Typ Lienbacher (Adneter Rot)
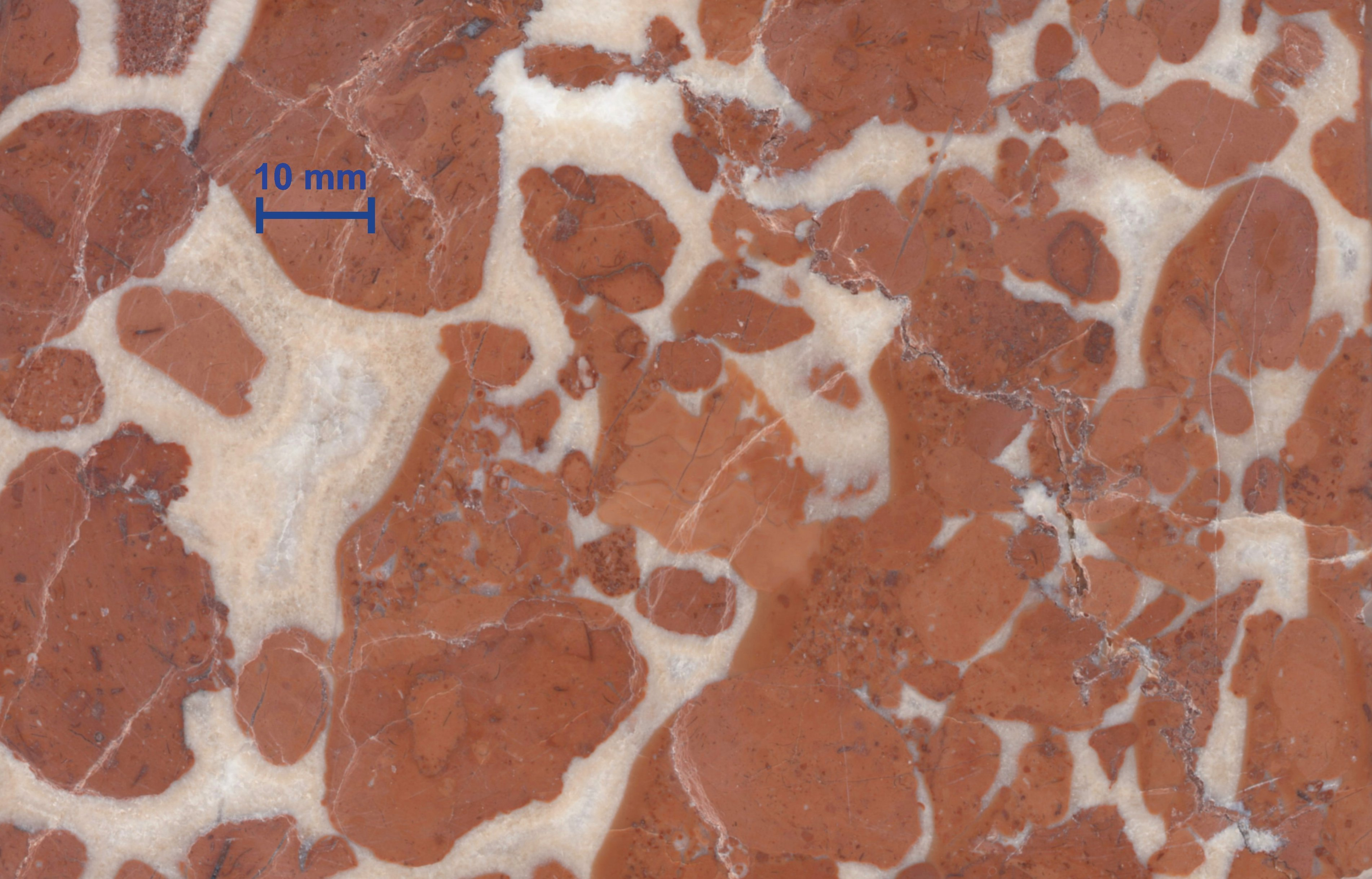
Typ Rotscheck
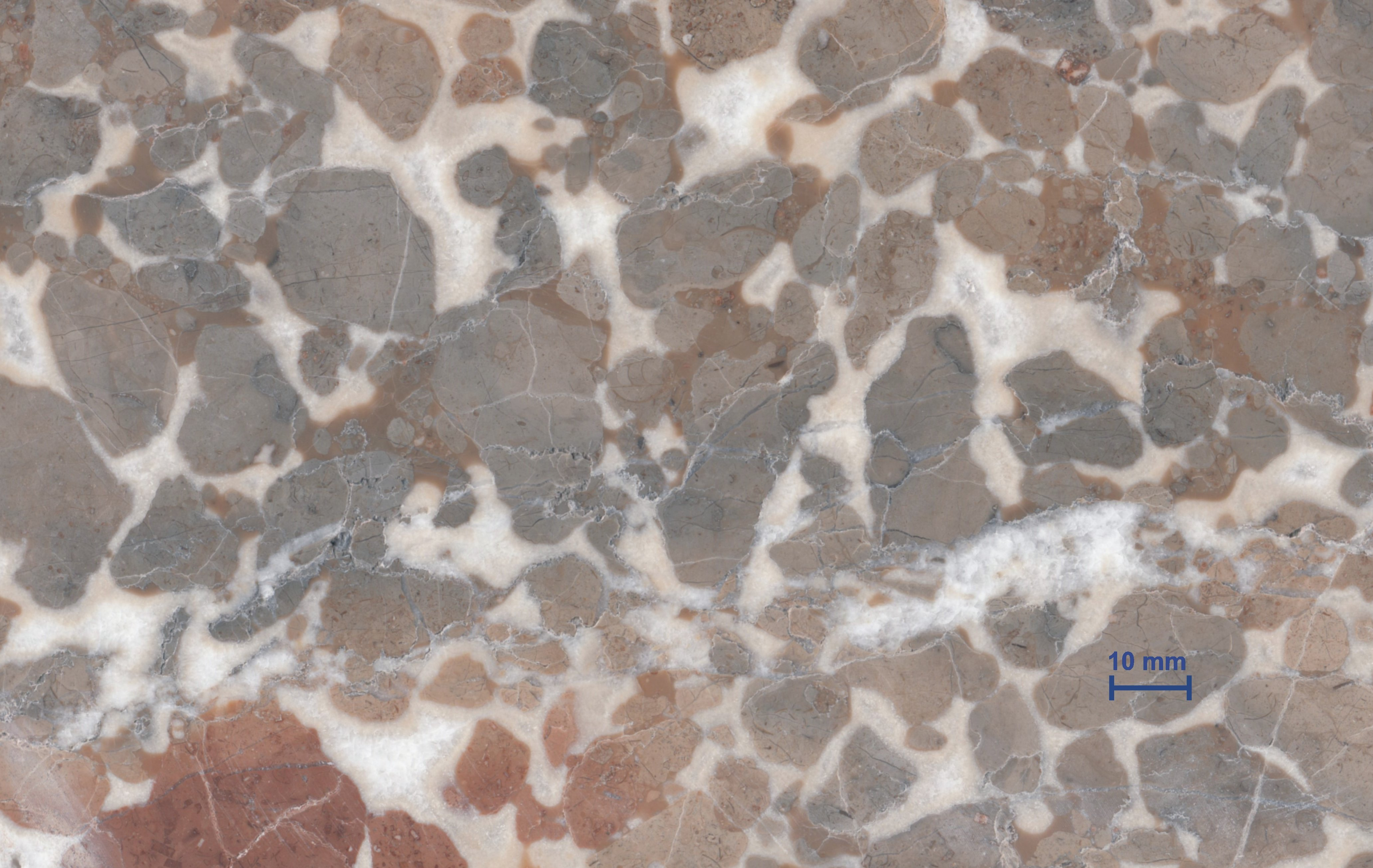
Typ Grauscheck
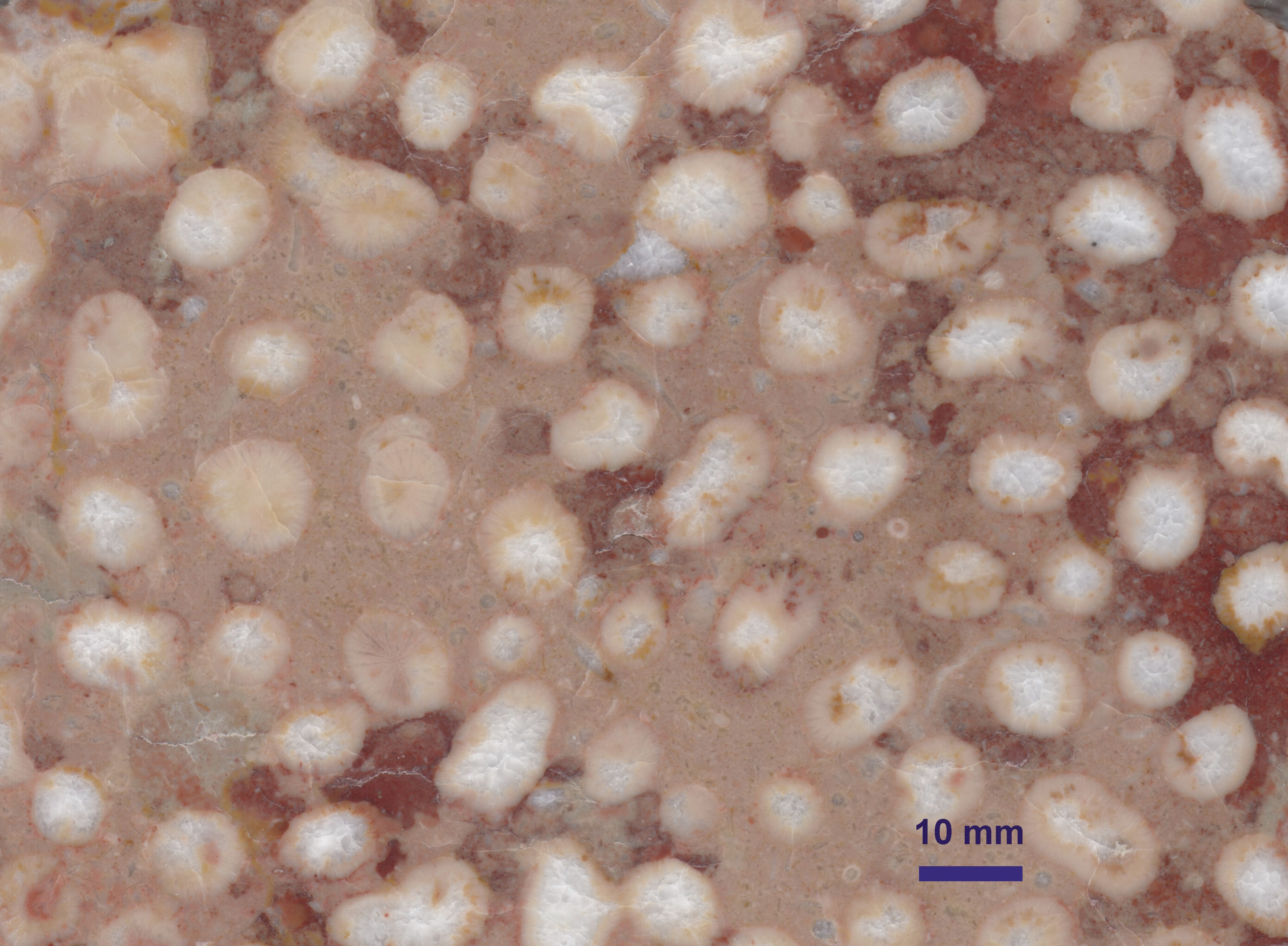
Typ Rottropf
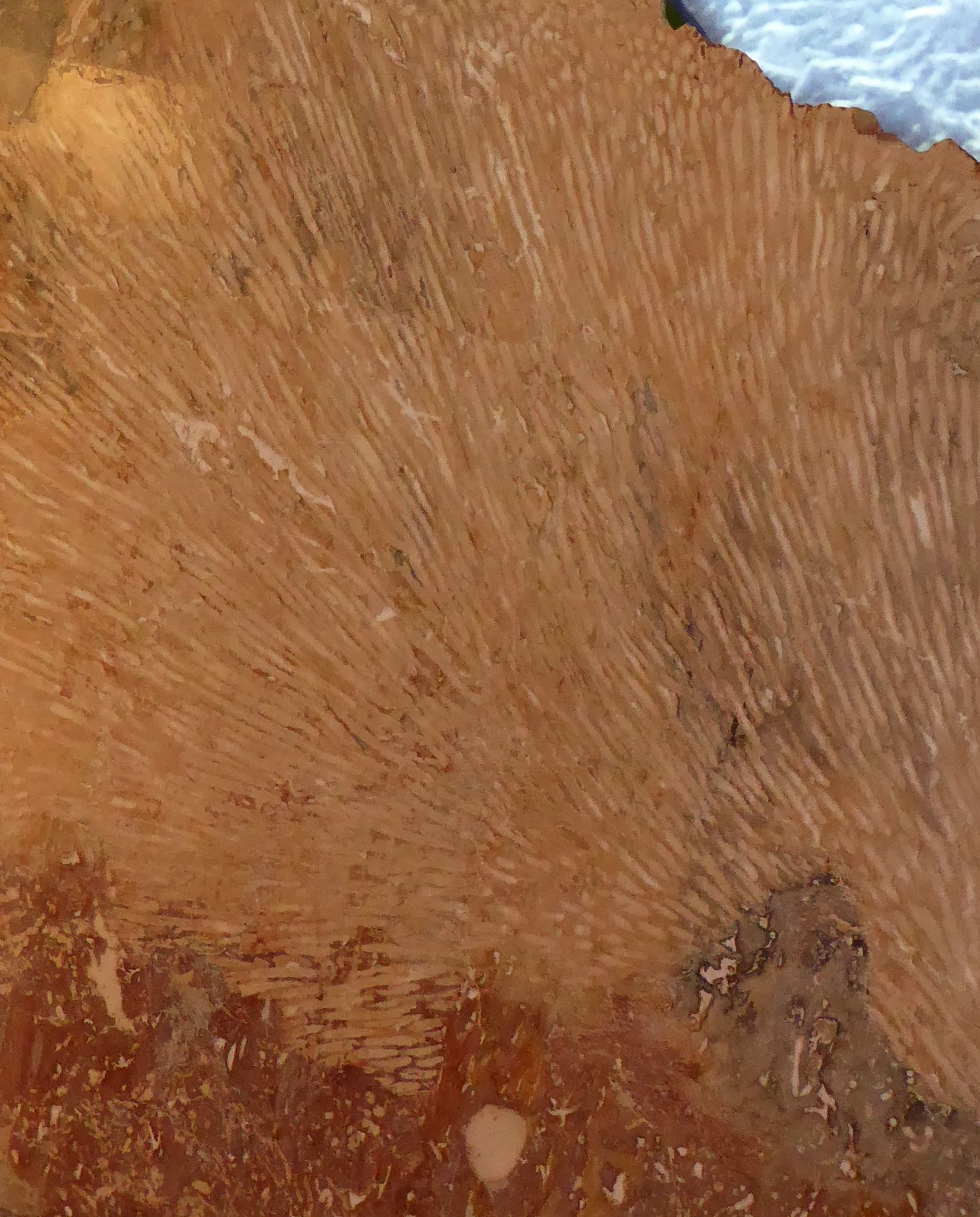
Typ Korallenkalk / Rottropf
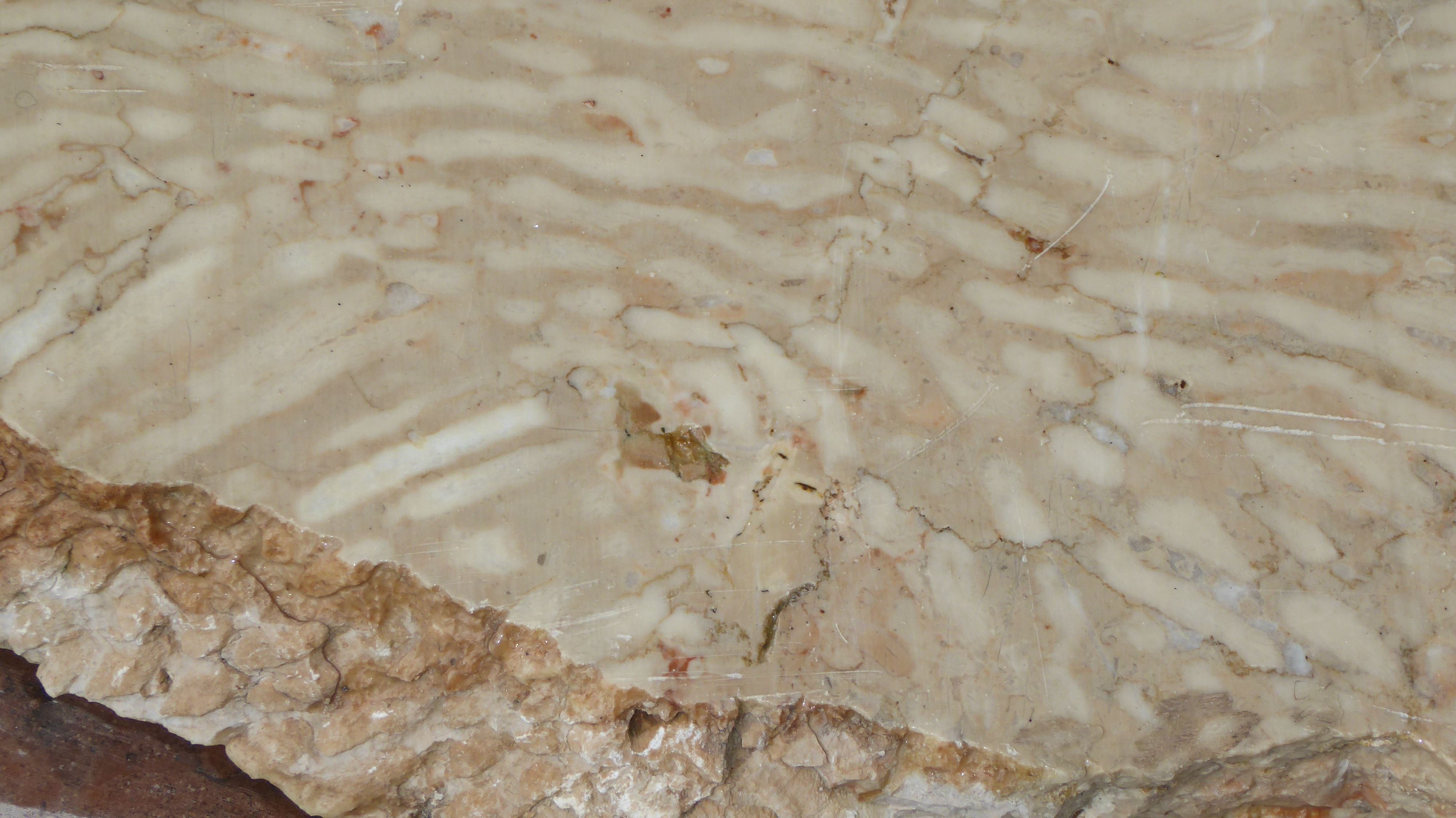
Typ Hell Tropf
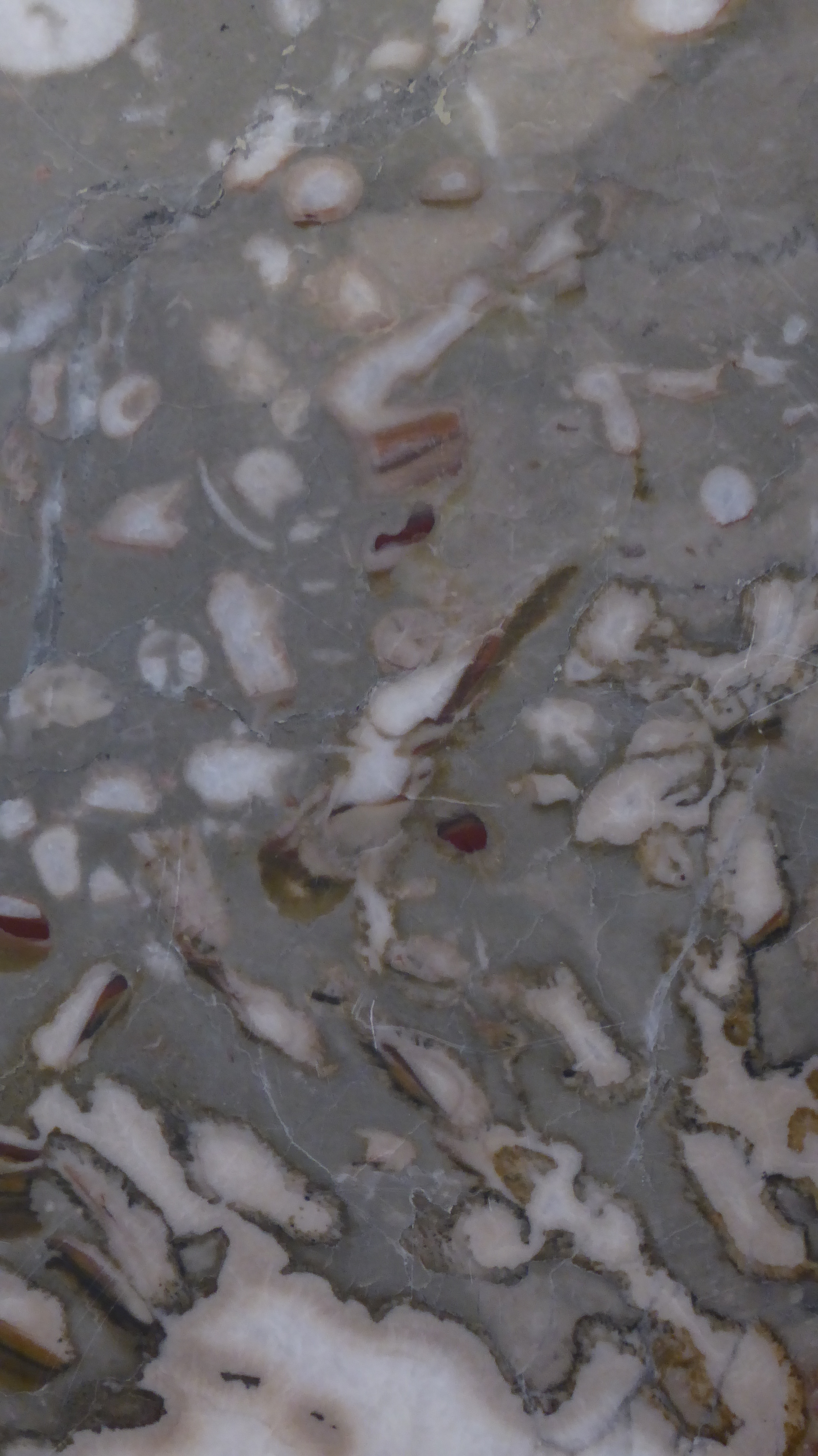
Typ Grautropf
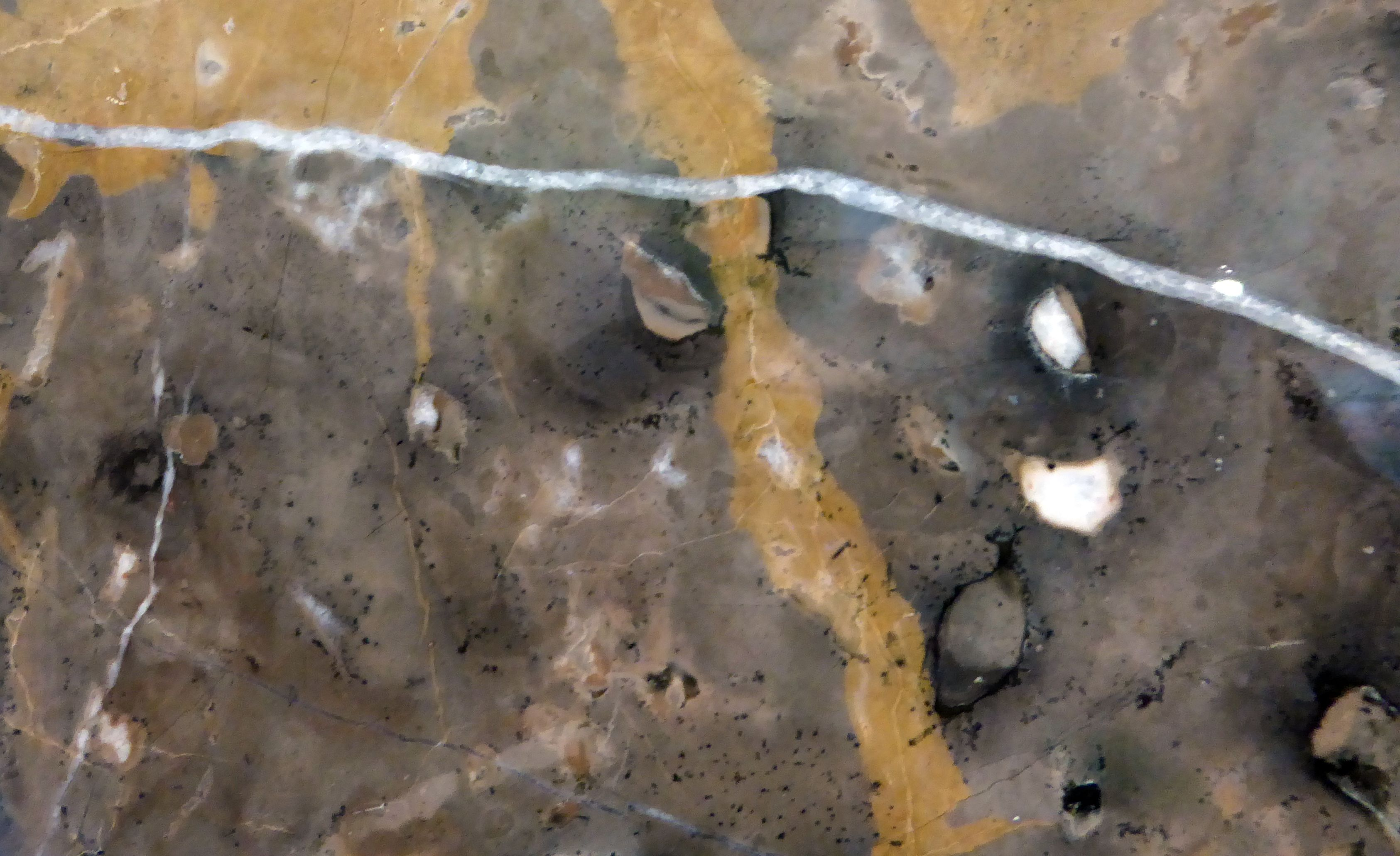
Typ Langmoos
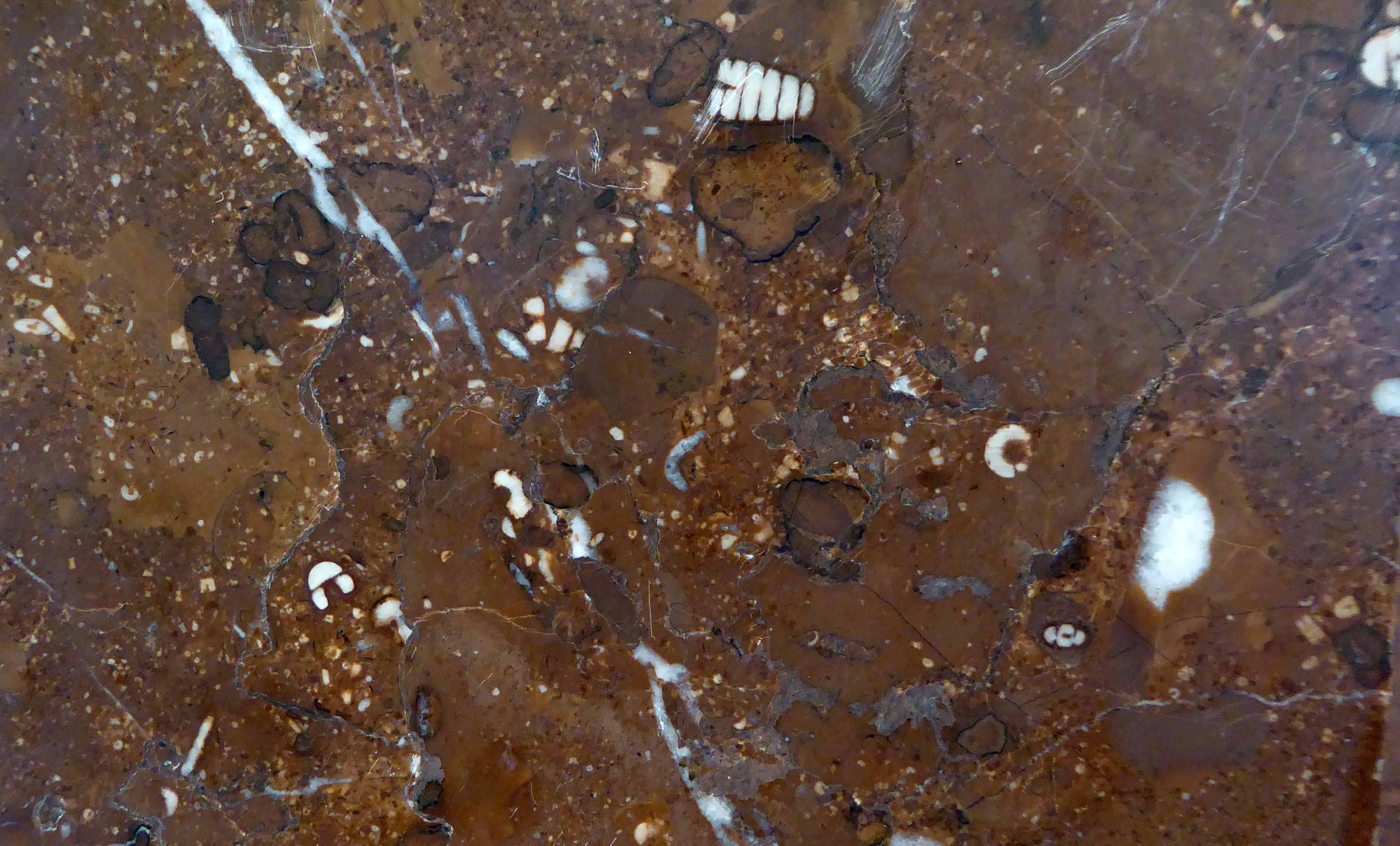
Typ Motzen
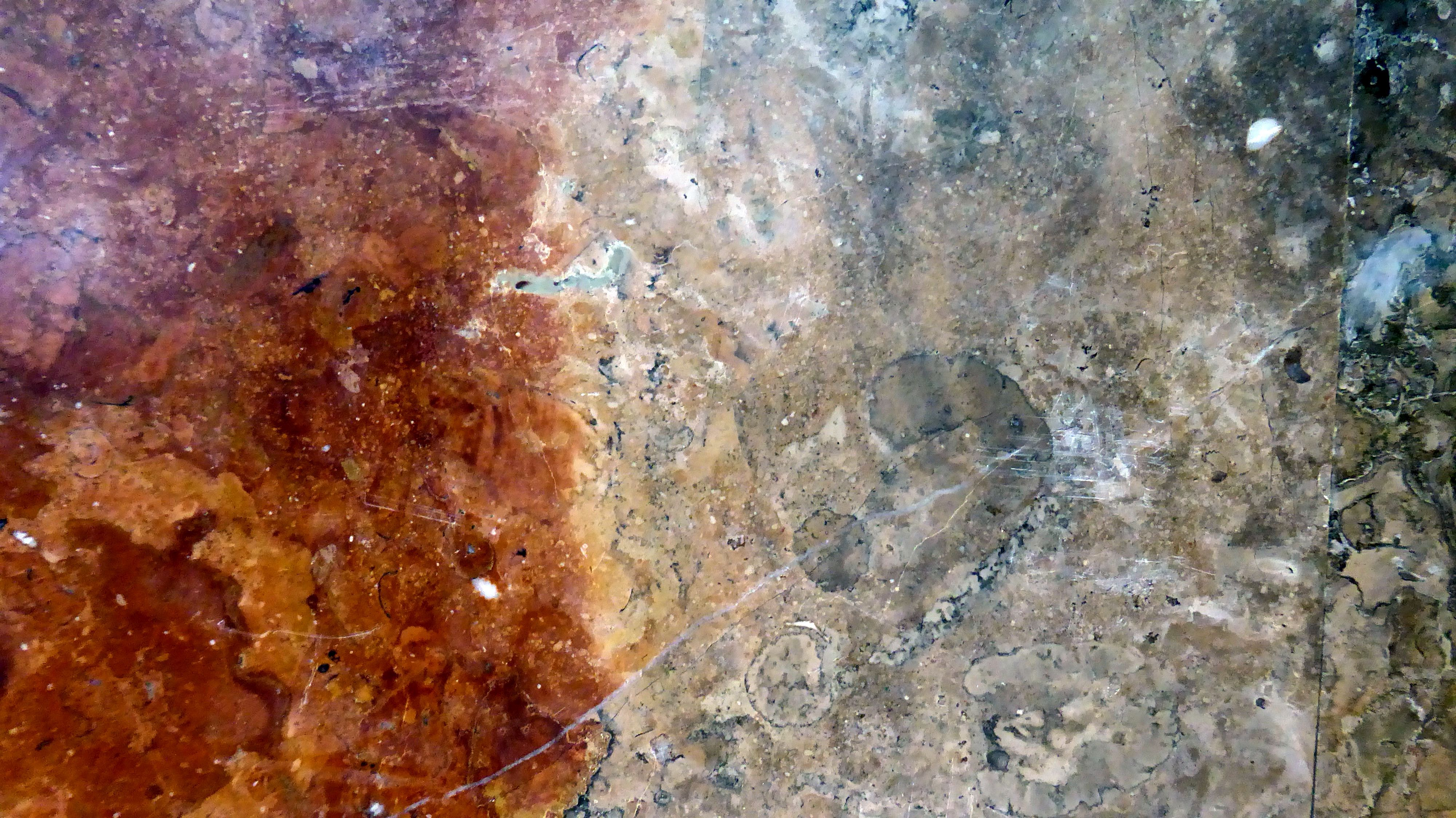
Typ Schnöll
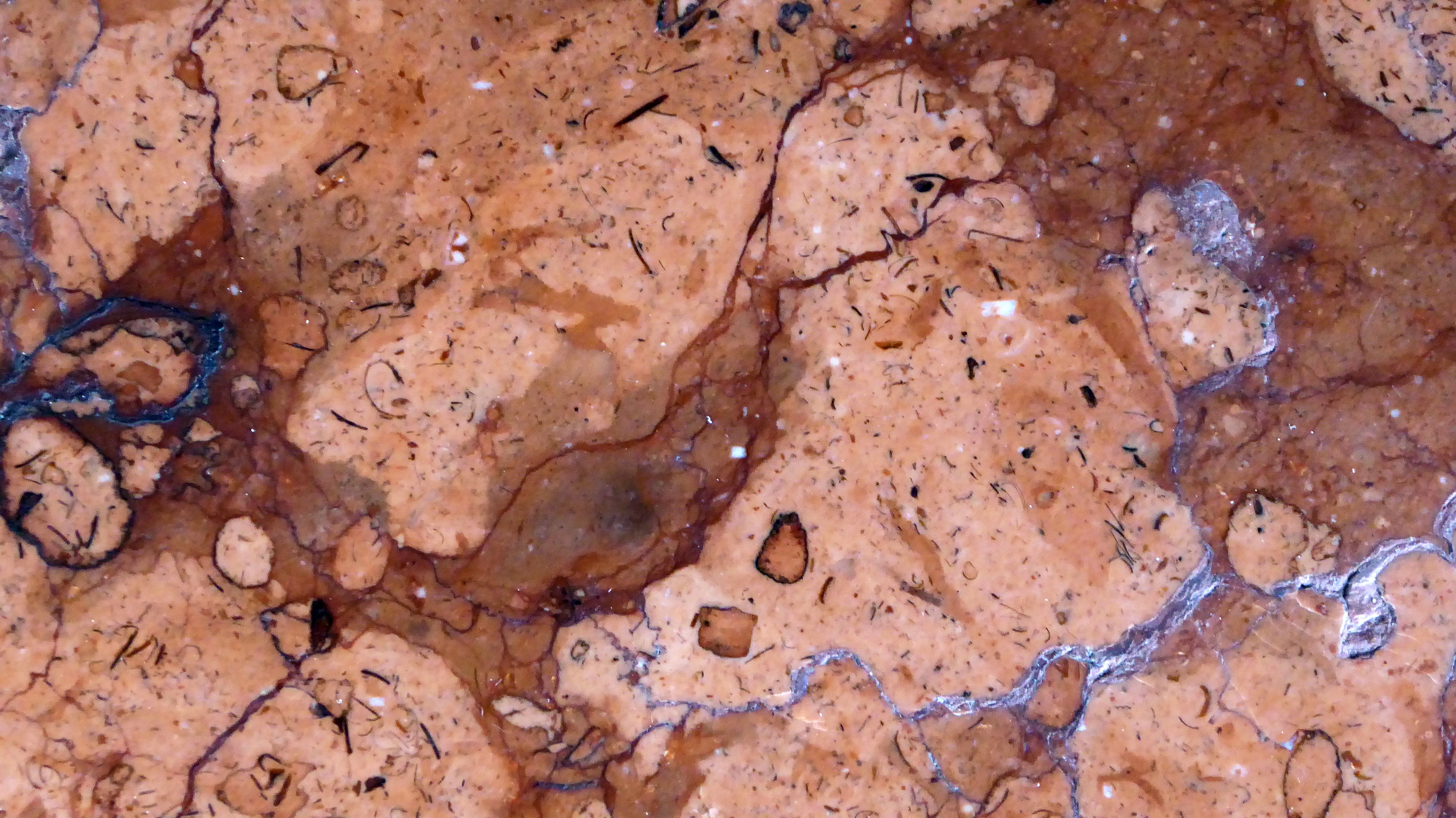
Typ Wimberg
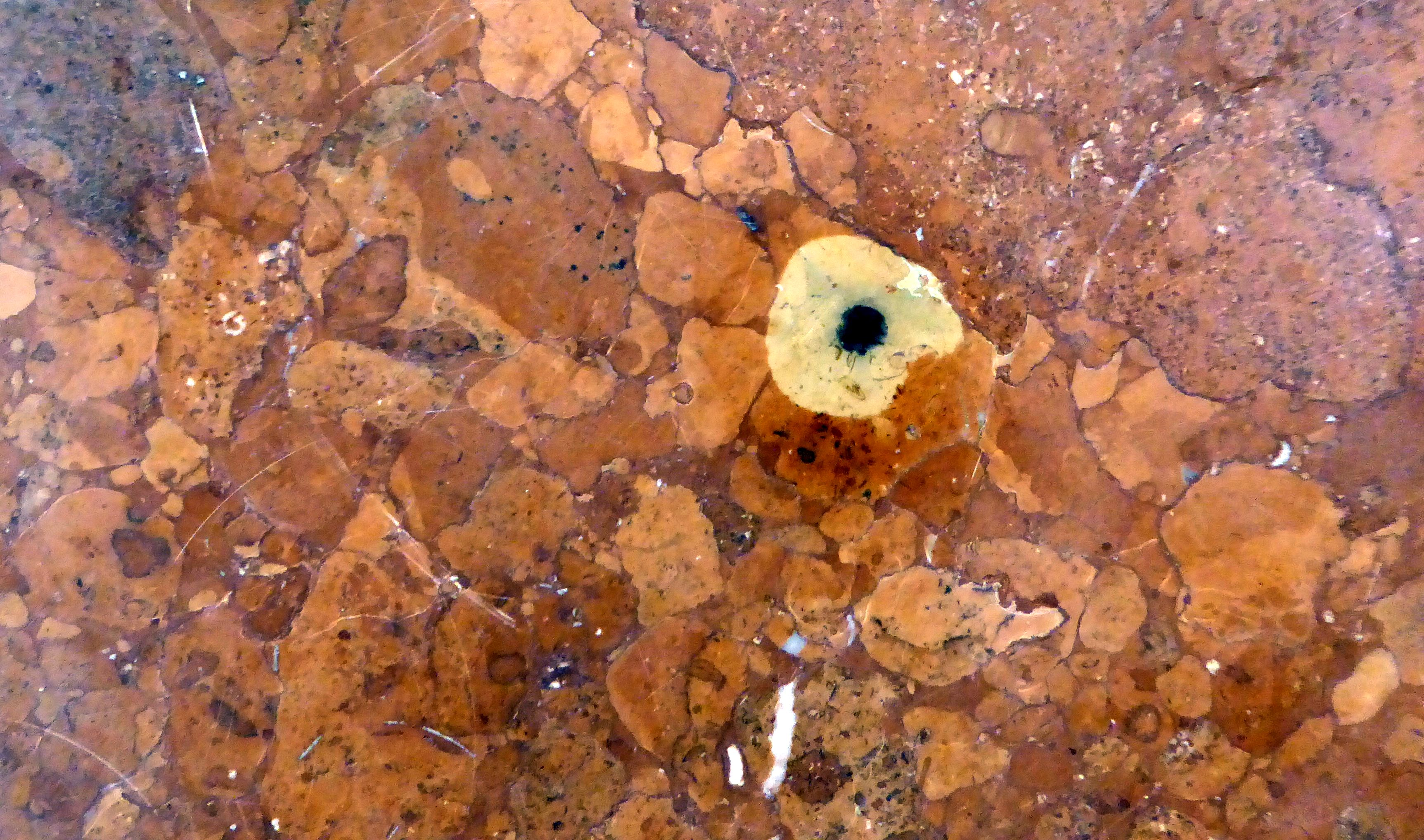
Typ Wimberg (Entfärbung um Vanadiumkern)
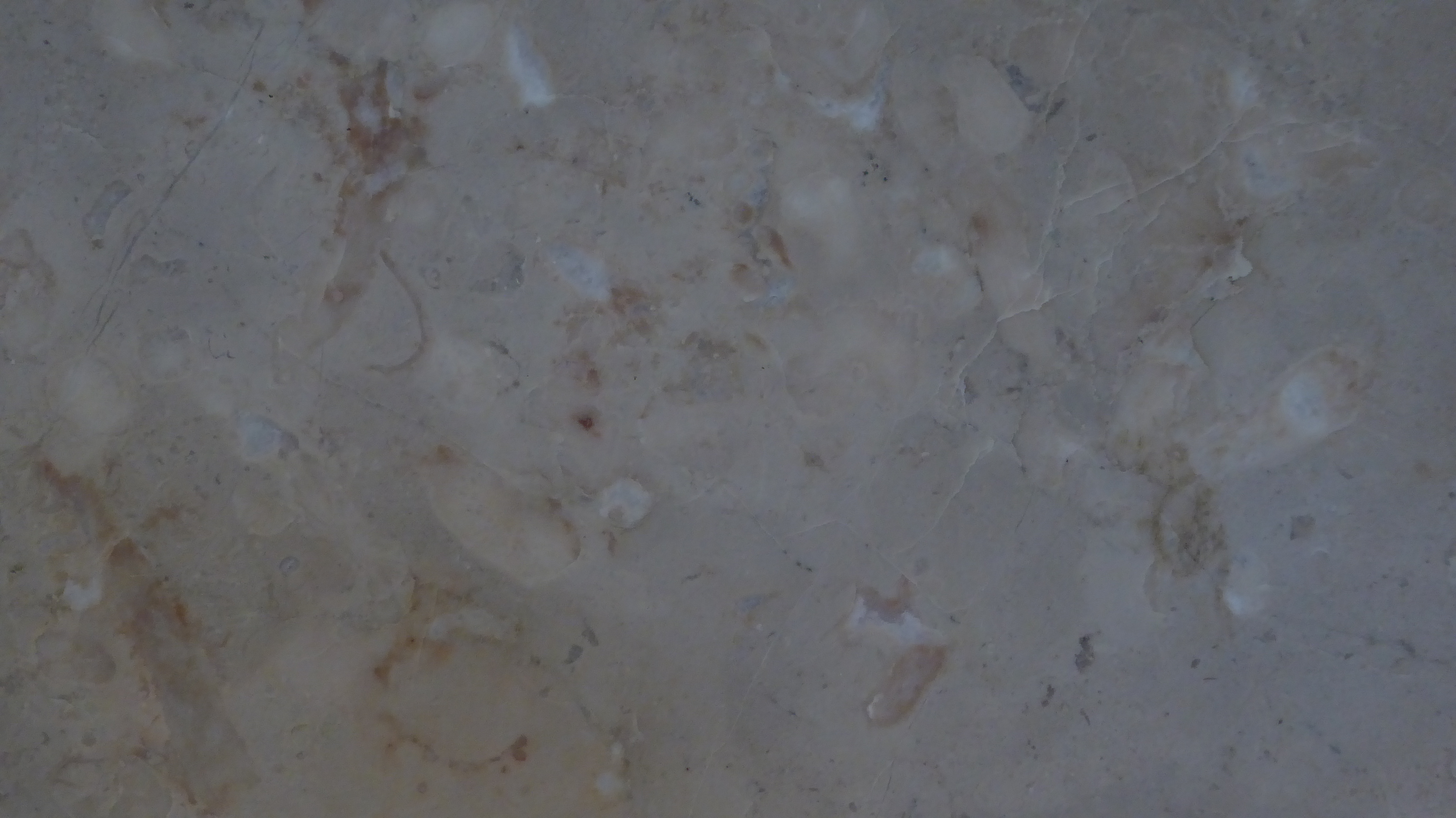
Typ Urbano
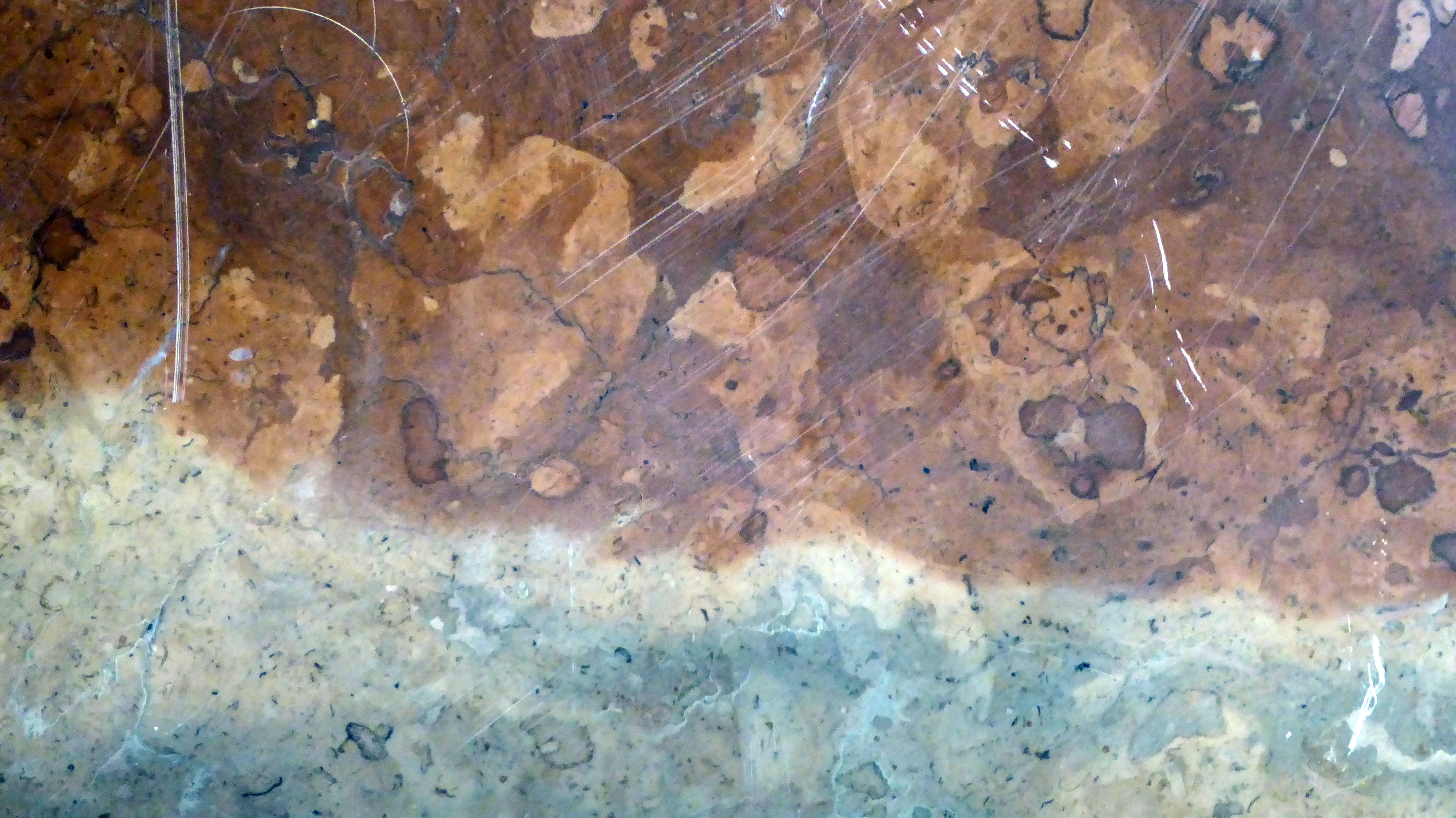
Typ Altentaler
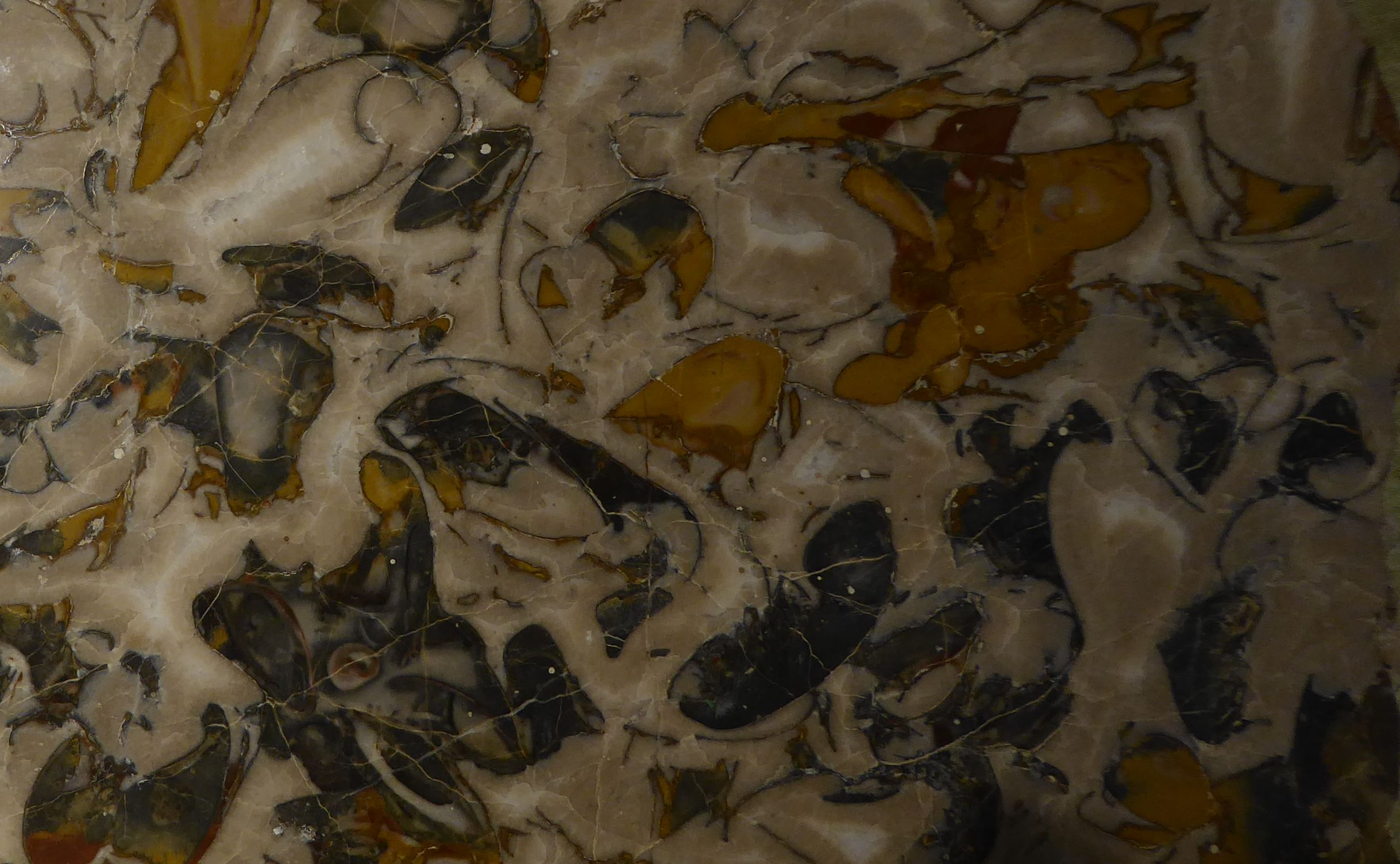
Typ Muschelkalk

## Fossilien
Die Korallentropfmarmore bestehen fast nur aus Fossilien, in allen anderen Varietäten sind auch Fossilien zu finden. Am häufigsten und auffälligsten sind dabei die Ammoniten, Schnecken, Brachiopoden und Muscheln sind in den Adneter Schichten vereinzelt zu finden. Massenhaft existieren Seelilienglieder. Als äußerst seltene Funde sind die Skelettreste von Fischechsen (Ichthyosaurier) oder ein Zahn der Pflasterzahnechse zu benennen.

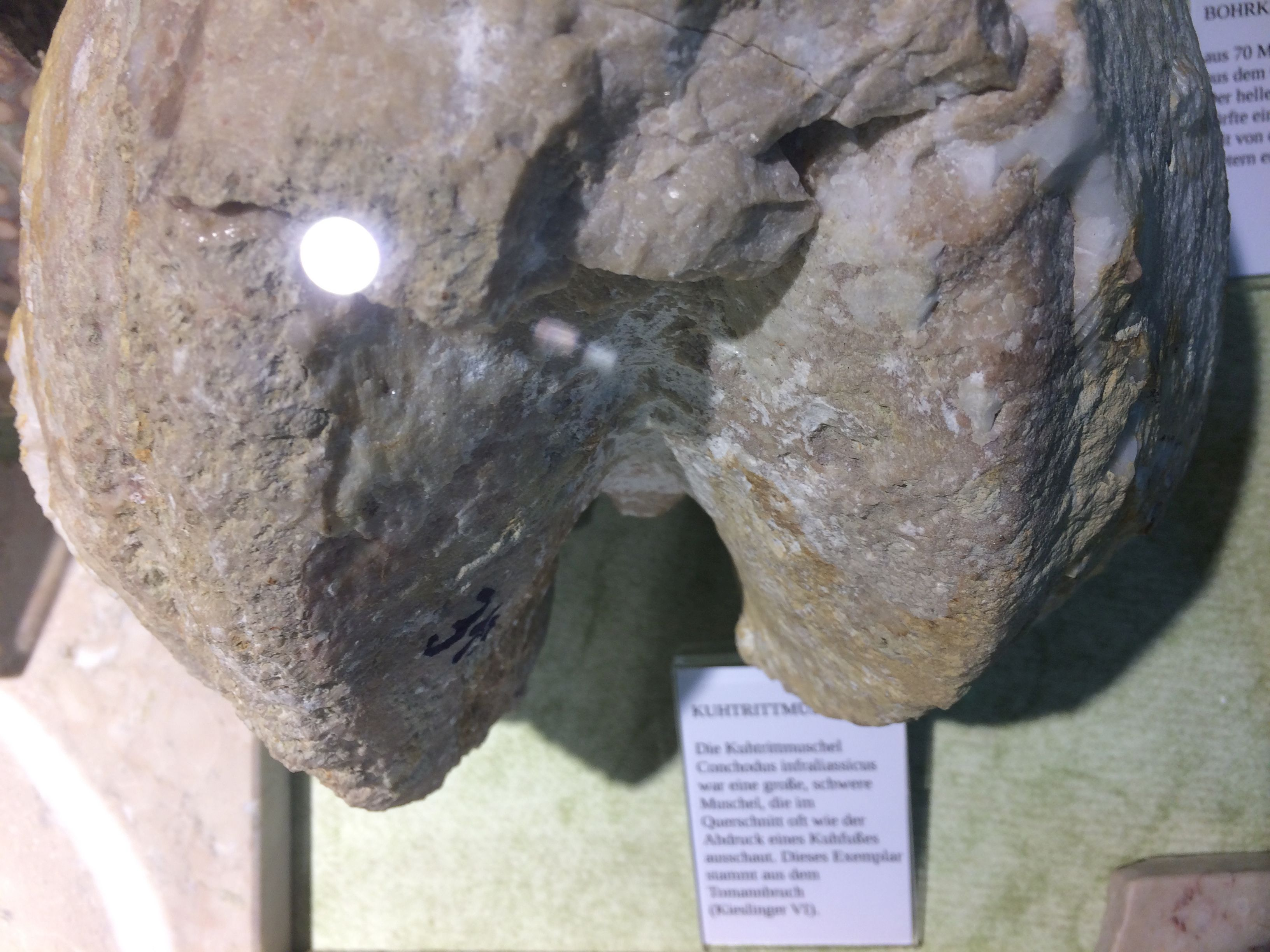
Kuhtrittmuschel im Marmormuseum Adnet

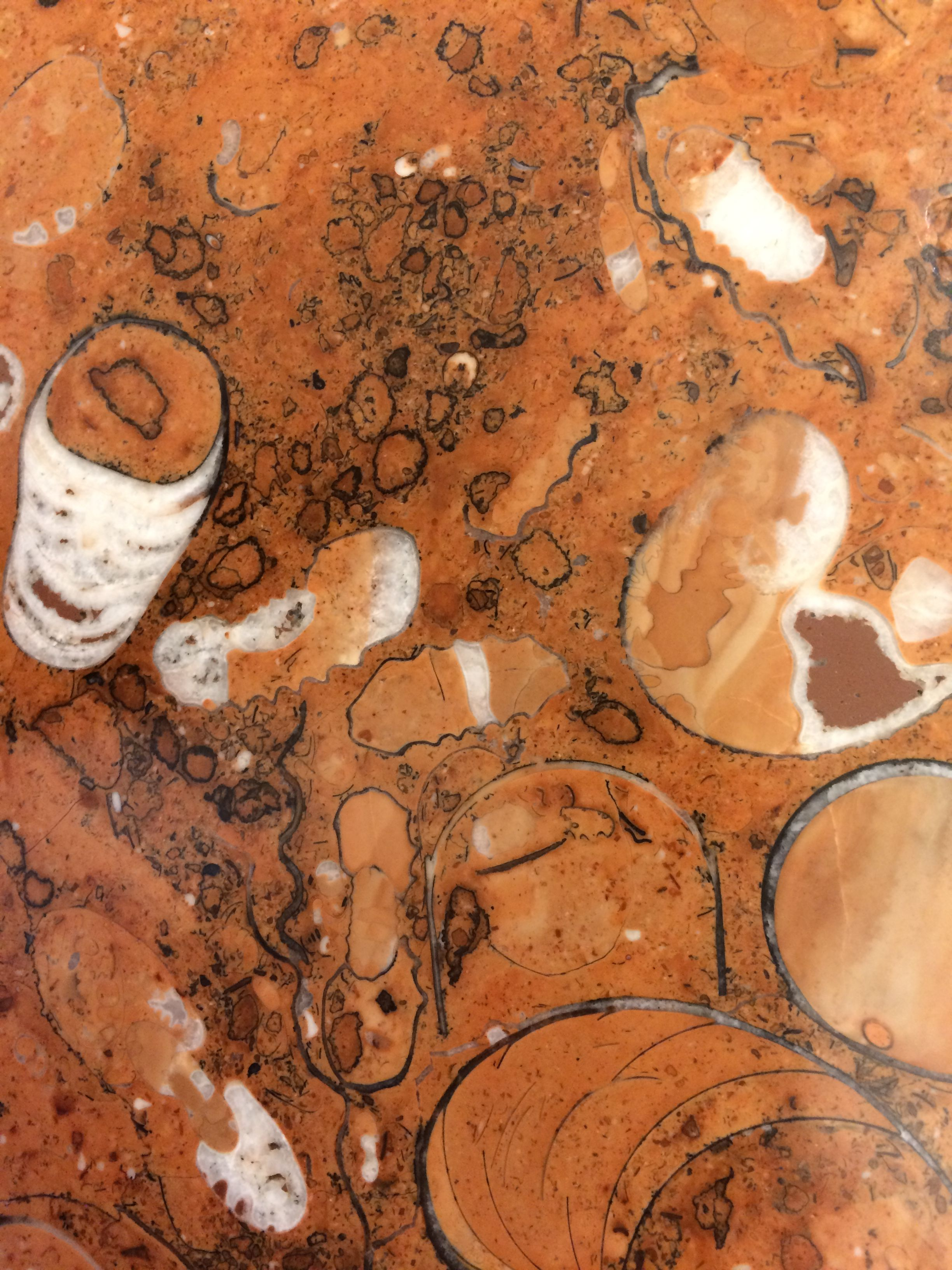
Lienbachermarmor mit Fossilien

## Tangeit

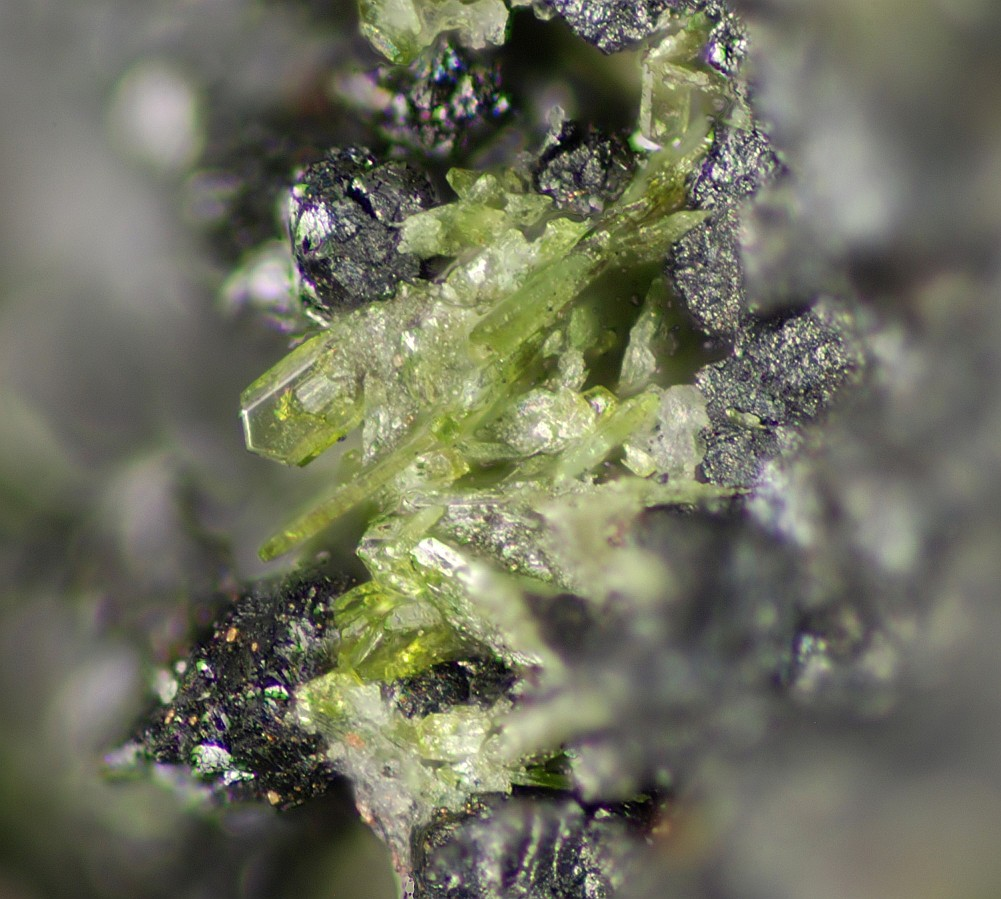
Einziger Tangeitfundort in Österreich - Adneter Steinbrüche

Das seltene Mineral Tangeit, aus der Mineralklasse der „Phosphate, Arsenate und Vanadate“, wurde in Österreich bisher nur in den Adneter Steinbrüchen „Lienbach“ und „Dullinger“ gefunden.

## Bedeutende Bildwerke und Bauelemente
Bedeutende Arbeiten aus Adneter Marmor finden sich im Parlamentsgebäude in Wien, auf Festung Hohensalzburg, in der Stiftskirche zu St. Peter in Salzburg und befanden sich in der Neuen Reichskanzlei in Berlin. In zahlreichen österreichischen Bauten, wie z. B. Stiftsbauten und Klöstern befinden sich Altäre, Epitaphe, Wappensteine und Grabmale, wie z. B. in Melk, Klosterneuburg, Heiligenkreuz, Zwettl, Altenburg, St. Pölten, Lilienfeld, Mariazell, Graz, Eisenwurzen, Steyr, Kremsmünster, Lienz, Hallein usw. Ferner sind zahlreiche historische Taufsteine, Bildstöcke und Marterl aus diesem Stein geformt.
Veit Stoß und Tilman Riemenschneider, die im Mittelalter eine Reihe berühmte kunsthistorischer Bildwerke aus Holz schnitzten, schlugen aus diesem Stein einige wenige überaus bemerkenswerte Steinbildhauerarbeiten. Insbesondere die meisterlich von Riemenschneider geschaffenen Gesichtszüge der Bischöfe im Würzburger Dom zeigen die steinbildhauerische Darstellung von Menschen im Übergang von der Spätgotik zur Renaissance in beispielhafter Weise. Das von Veit Stoß geschaffene Grabmal für König Kasimir IV. Andreas (genannt der Jagiellone) in der Wawel-Kathedrale in Krakau, zählt zu den schönsten spätgotischen Tumben weltweit. Des Weiteren ist das spätgotische Meisterwerk, die Tumba von Niclaes Gerhaert van Leyden des Kaisers Friedrich III. im Stephansdom zu nennen.

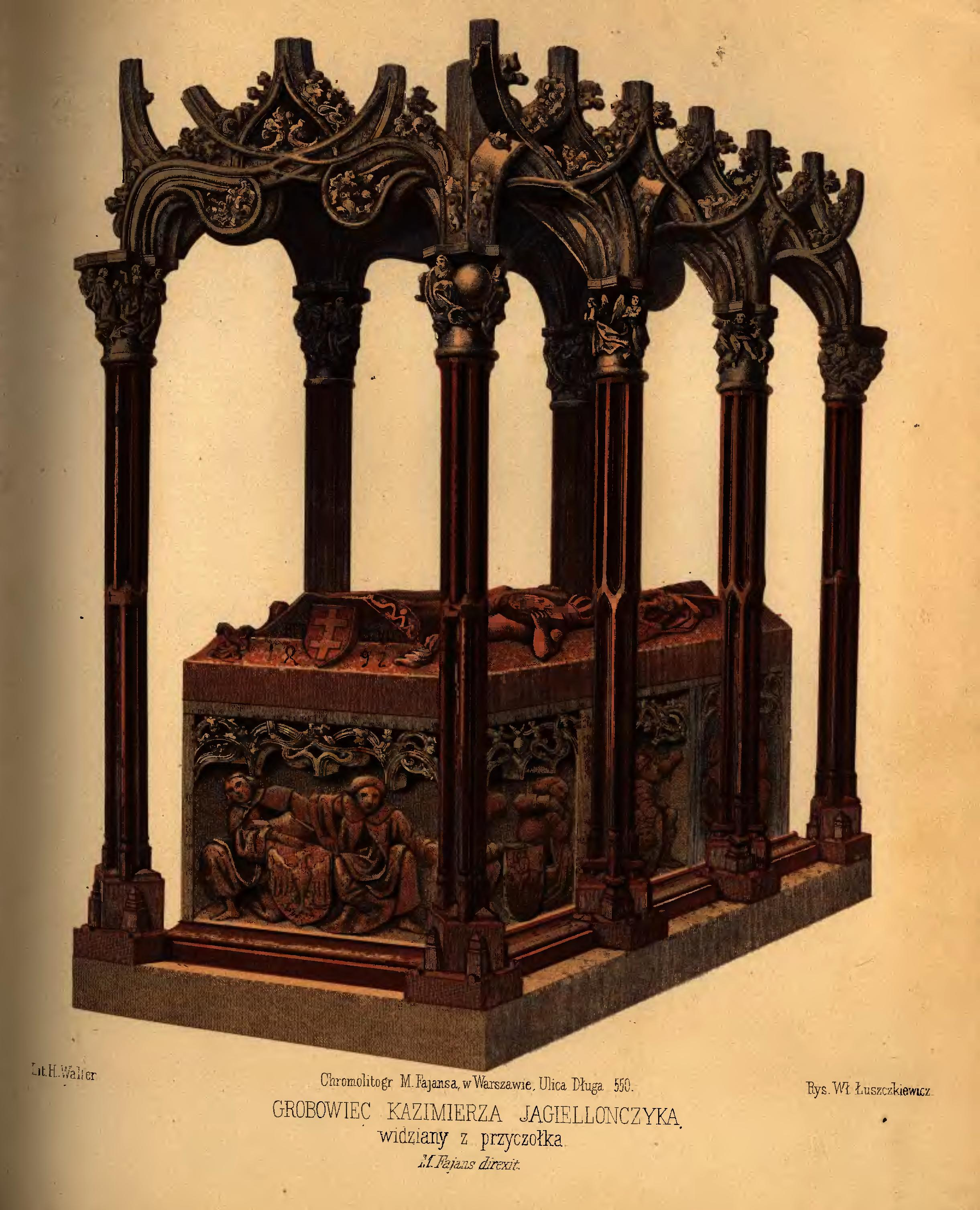
Grabmal des Königs Kasimir IV. Andreas
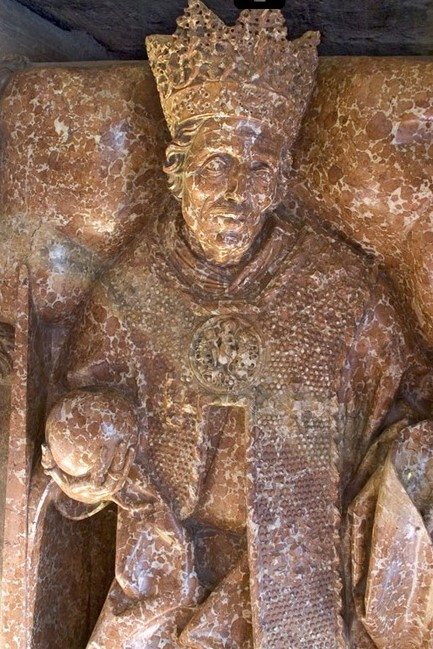
Detail des Grabmals von König Kasimir IV. Andreas
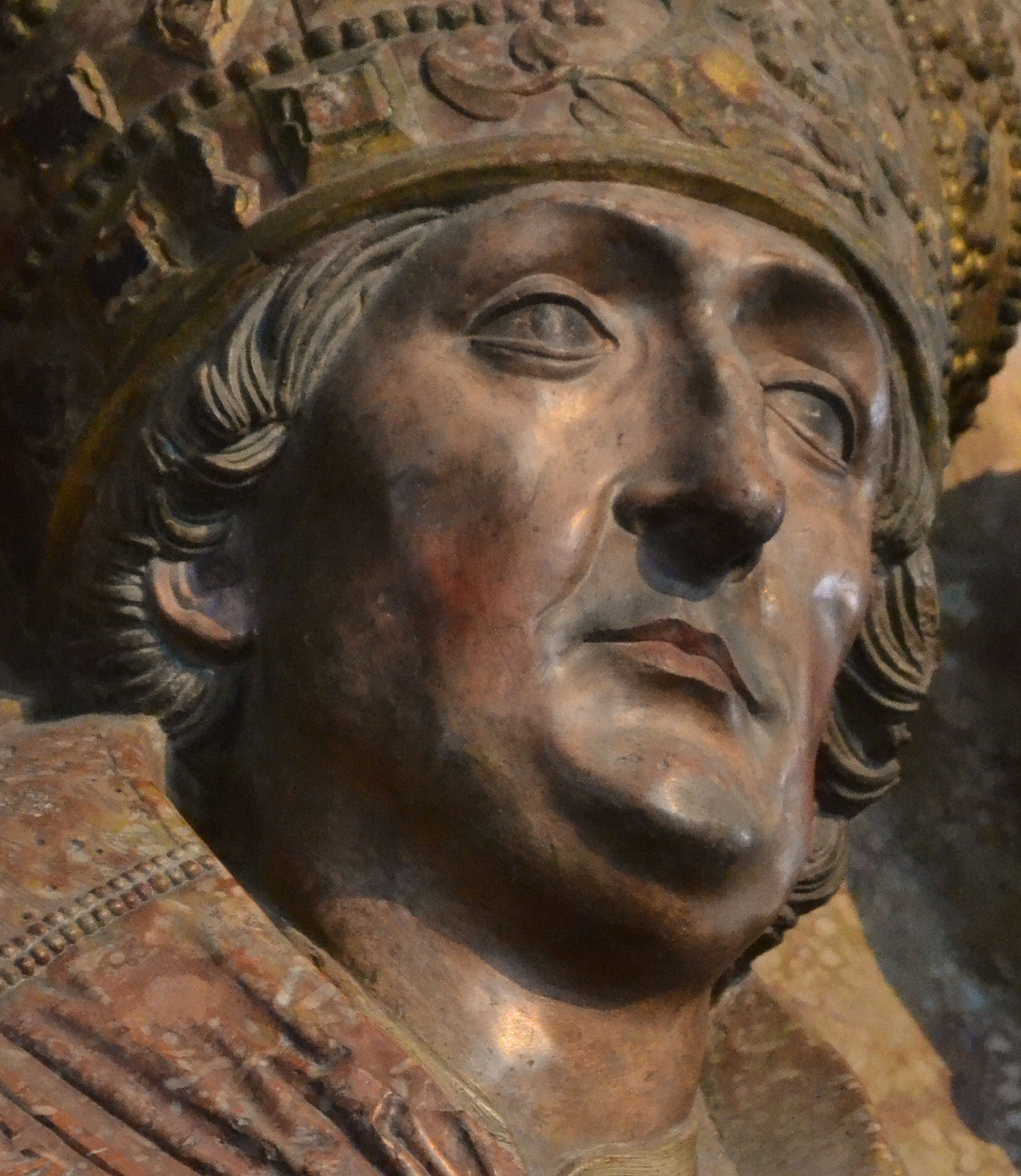
Renaissance-Stil: Bischof Lorenz von Bibra im Dom von Würzburg von Riemenschneider
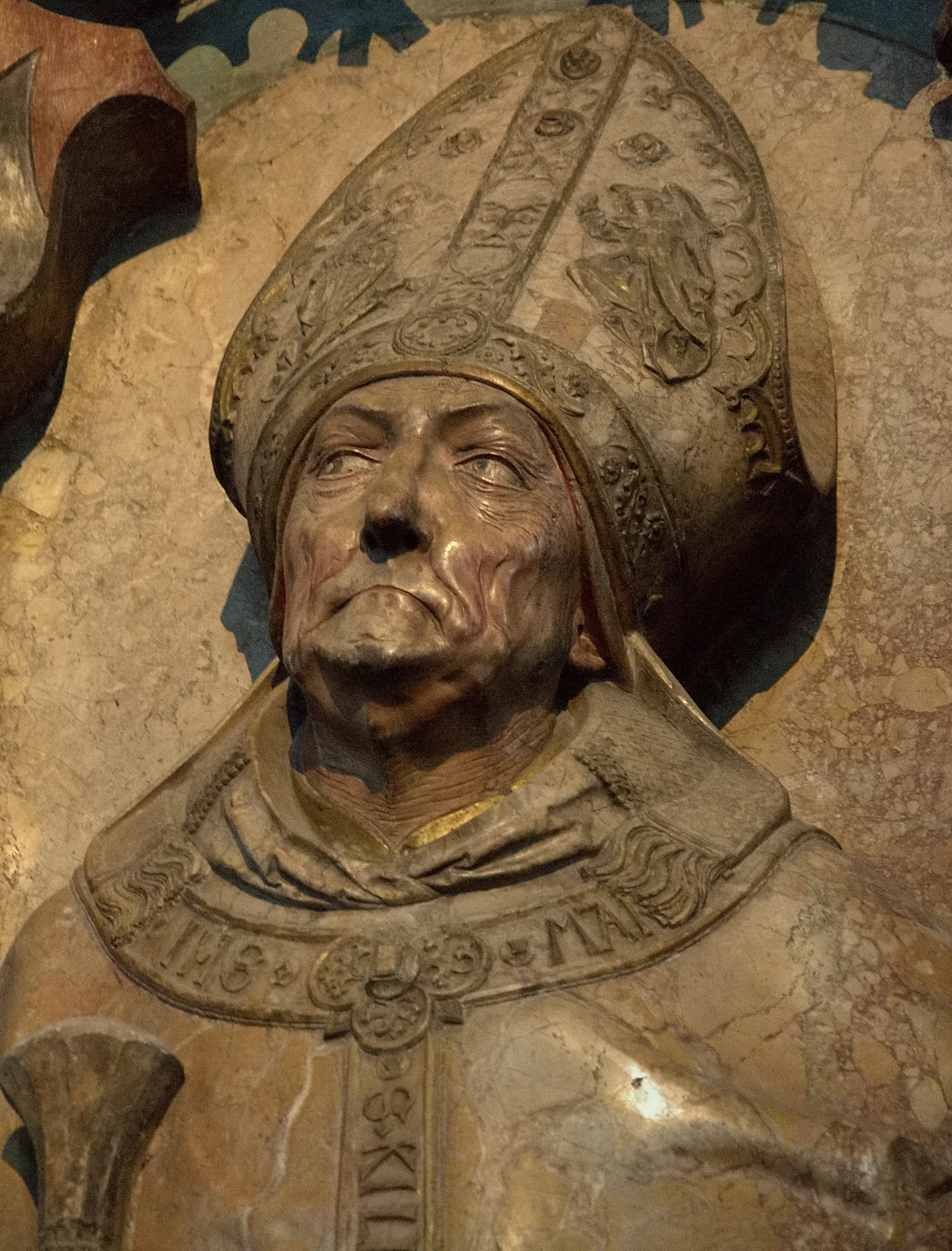
Spätgotischer Stil: Bischof Rudolf II. von Scherenberg im Dom von Würzburg von Riemenschneider
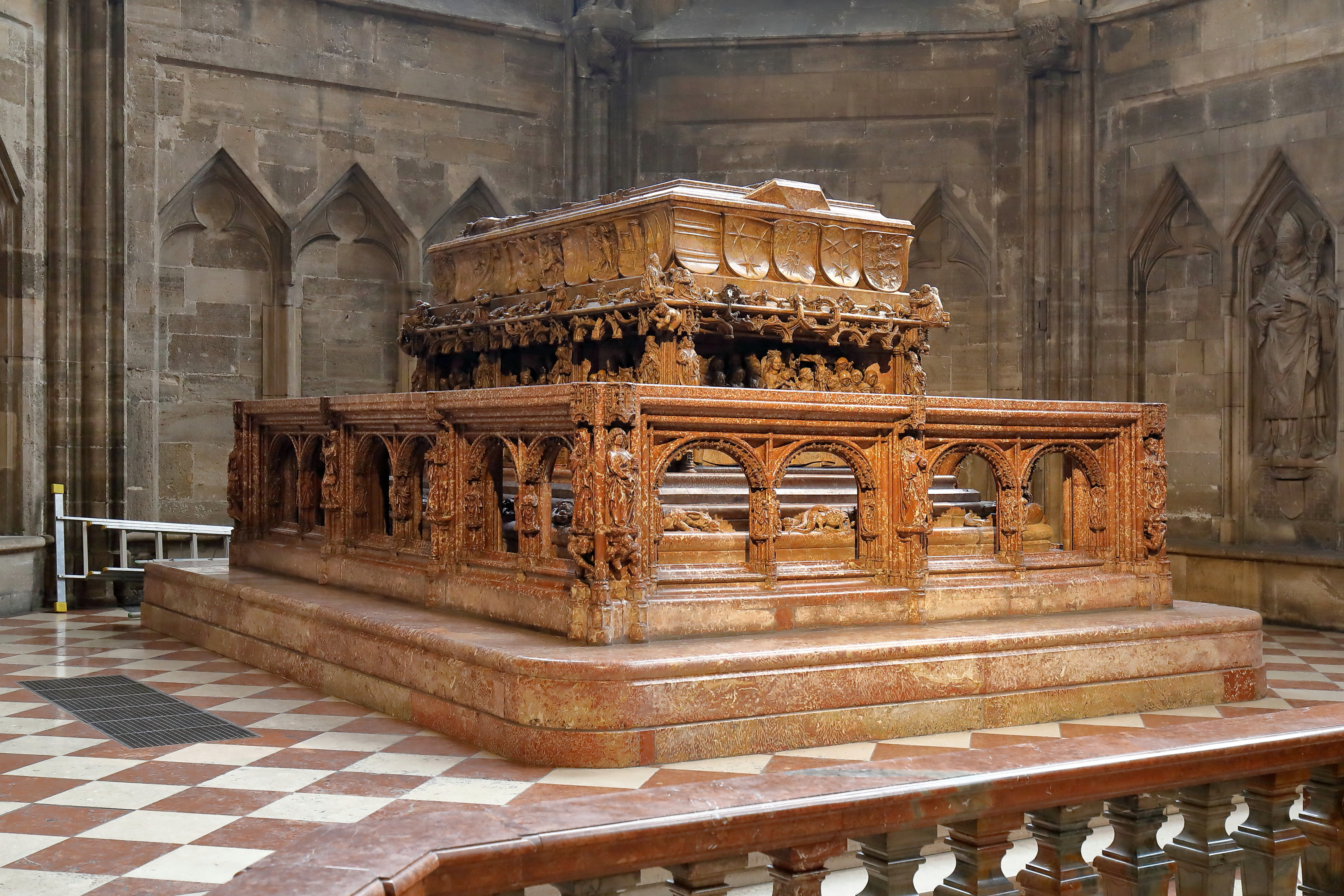
Das Grabmal für Kaiser Friedrich III. Stephansdom Wien.
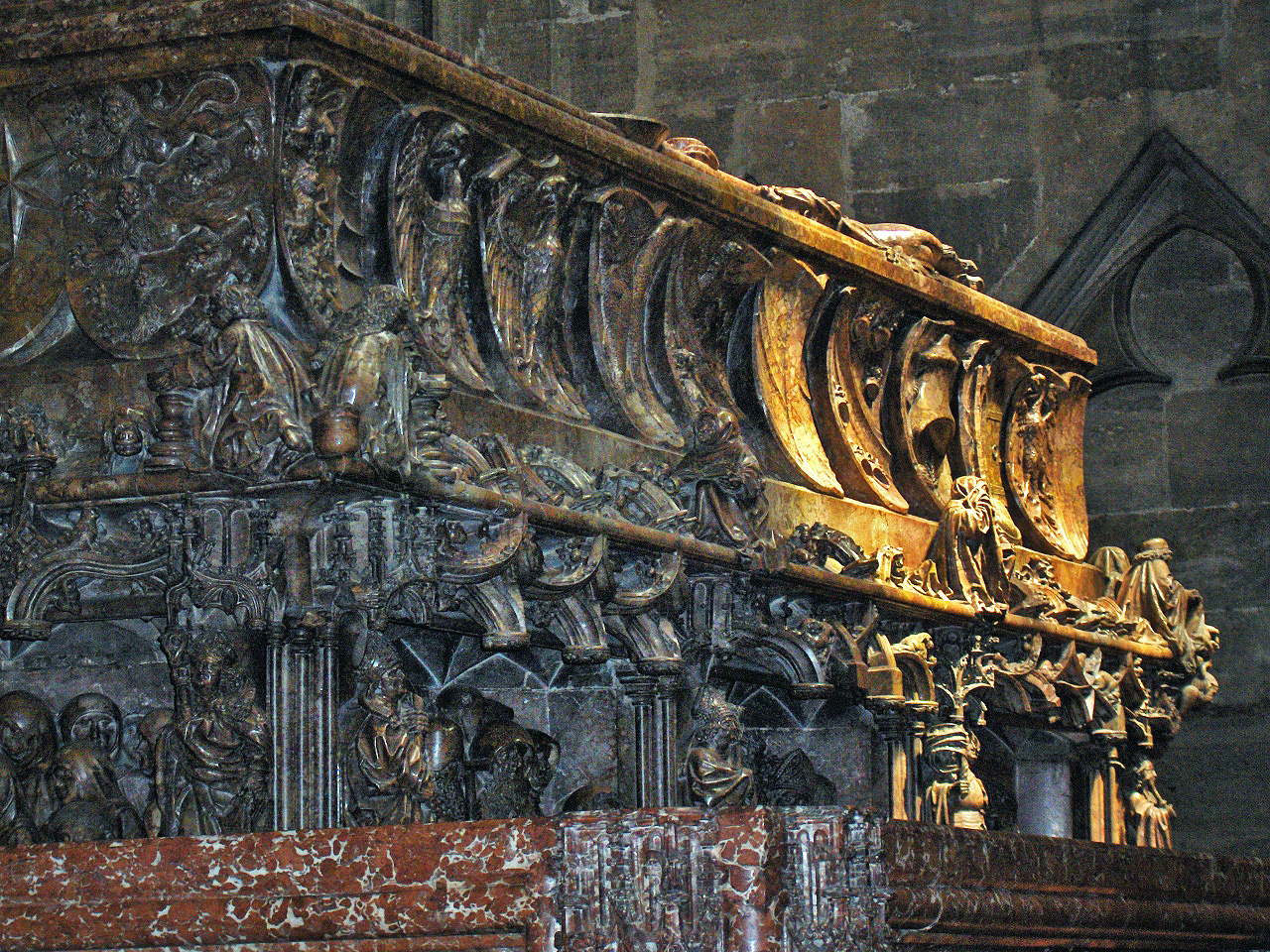
Tumba im Stephansdom in Wien von Kaiser Friedrich III. von van Leyden
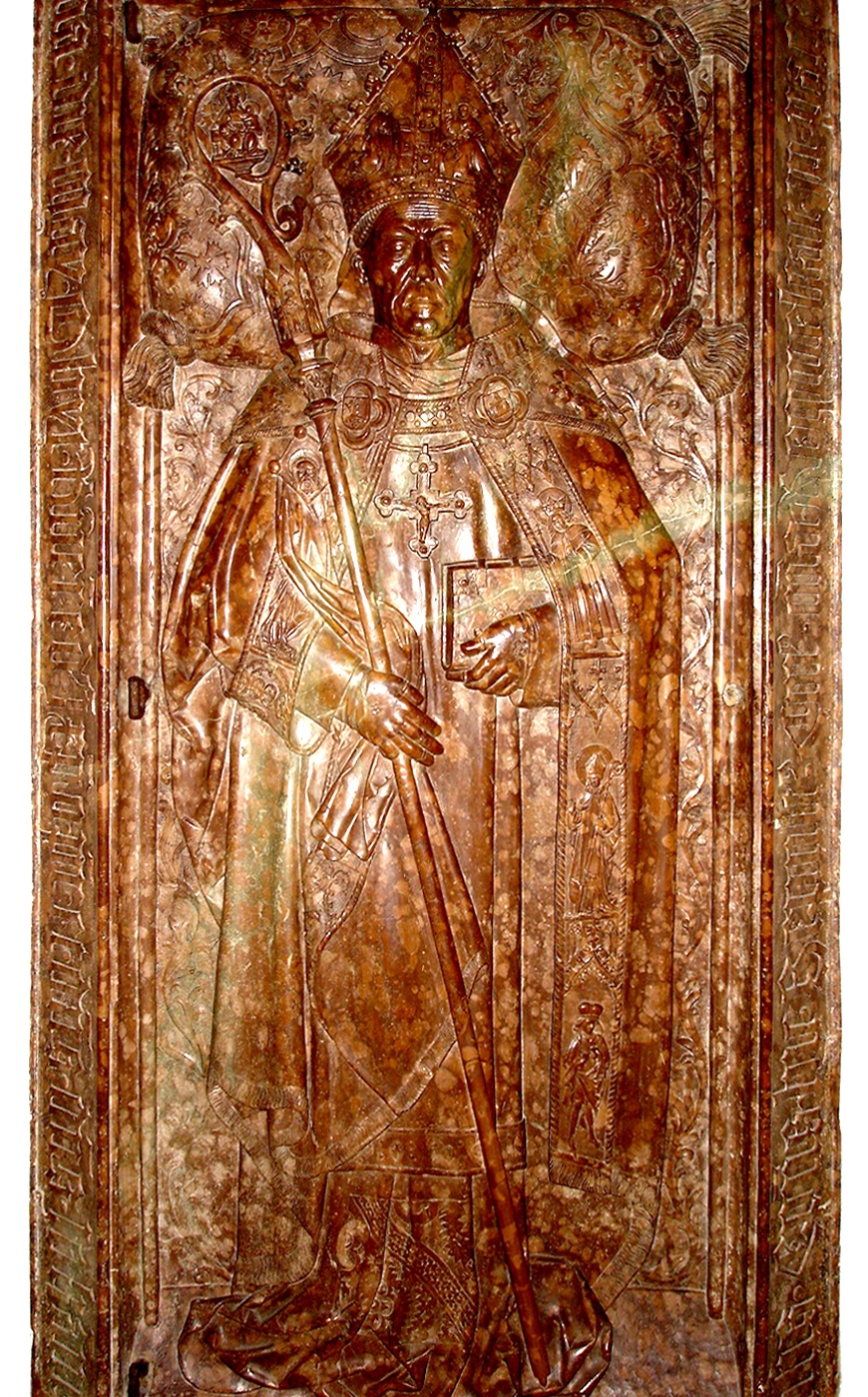
Grabstein von Johannes Tulbeck aus Rot-Scheck in der Frauenkirche München
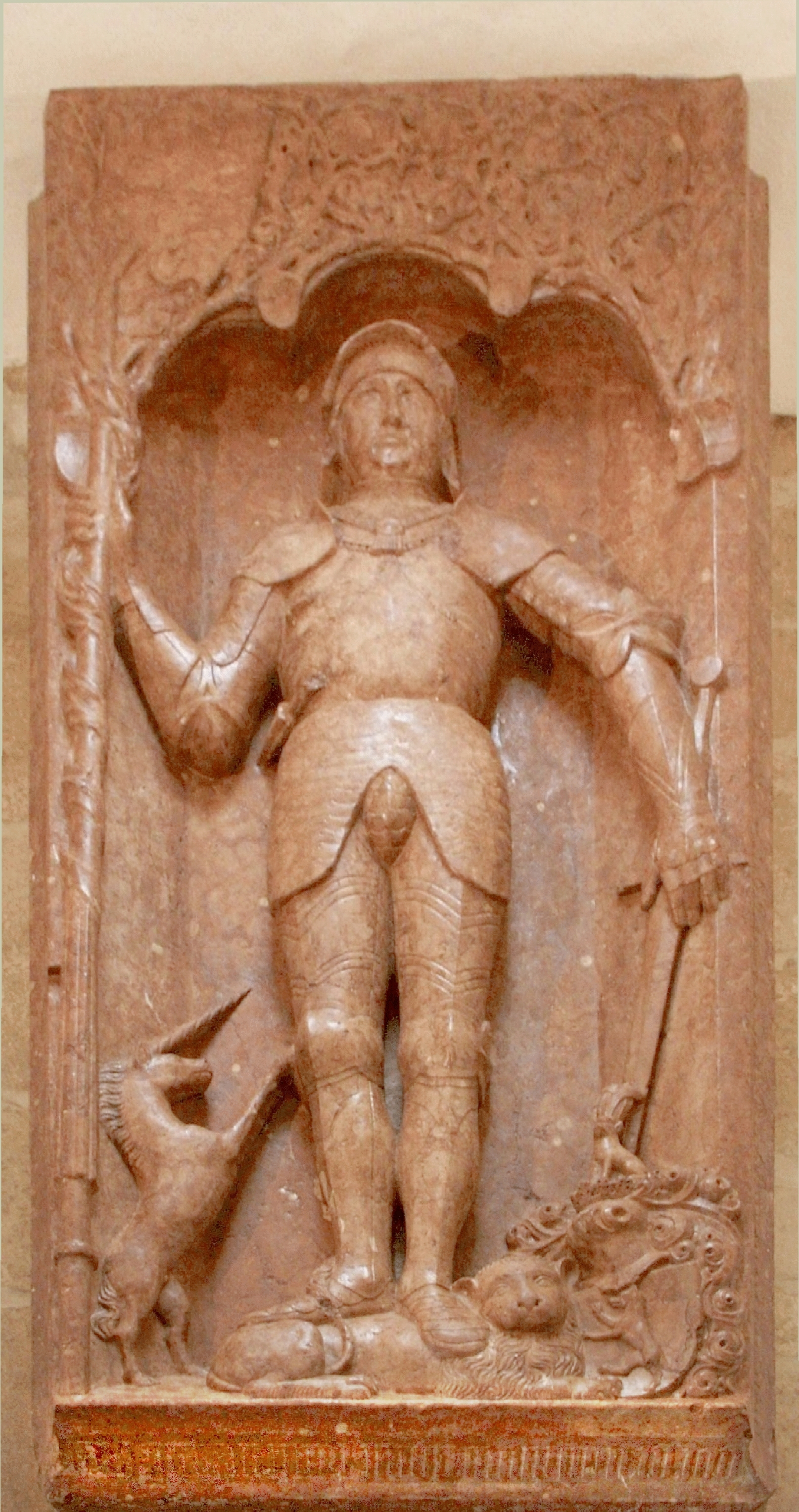
Grabplatte des Hochgrabes von Hanns von Wulfestorff in der Pfarrkirche Sitzendorf an der Schmida
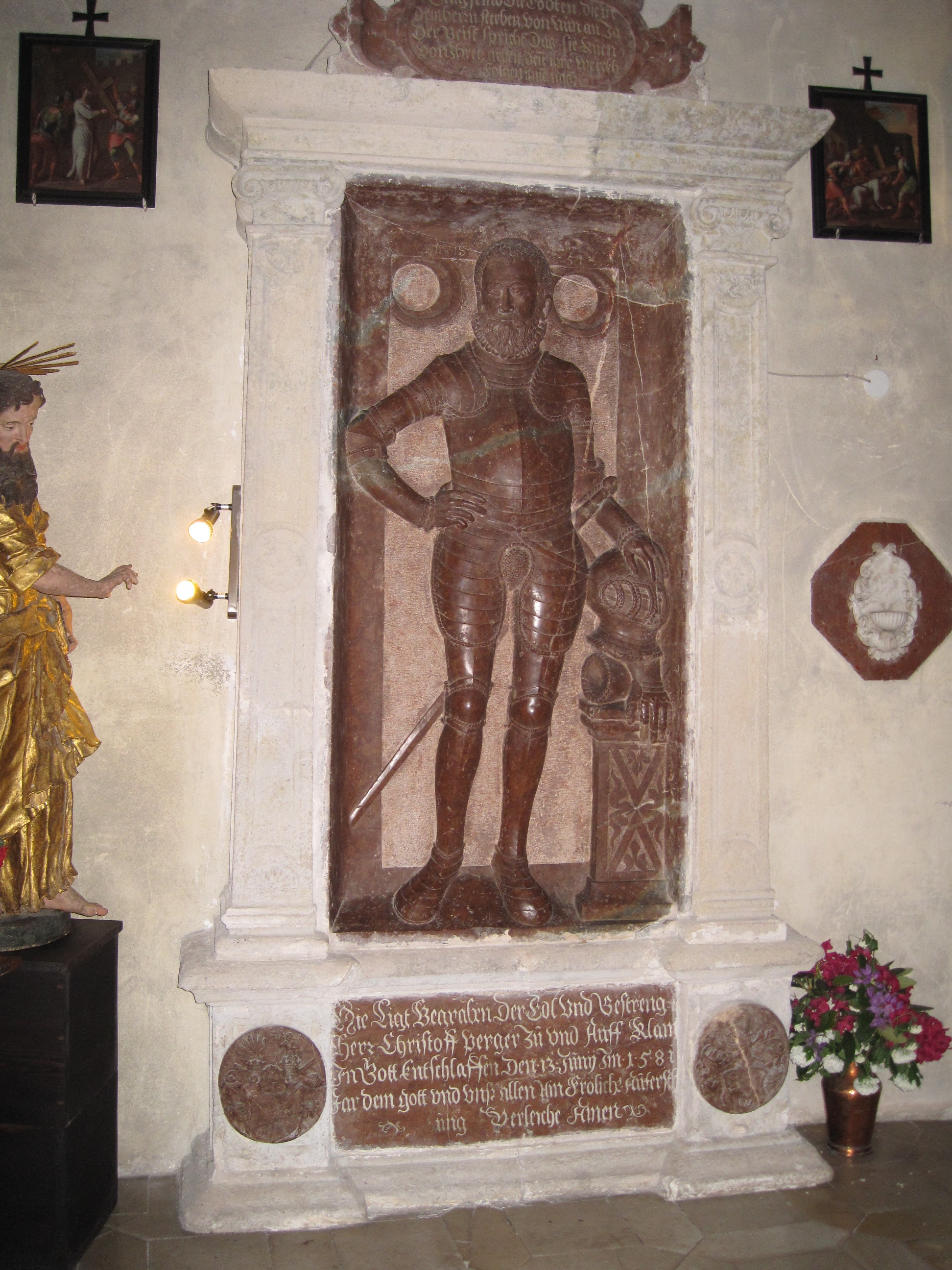
Grabdenkmal Christoph Perger. Burg Clam, Perg in Oberösterreich
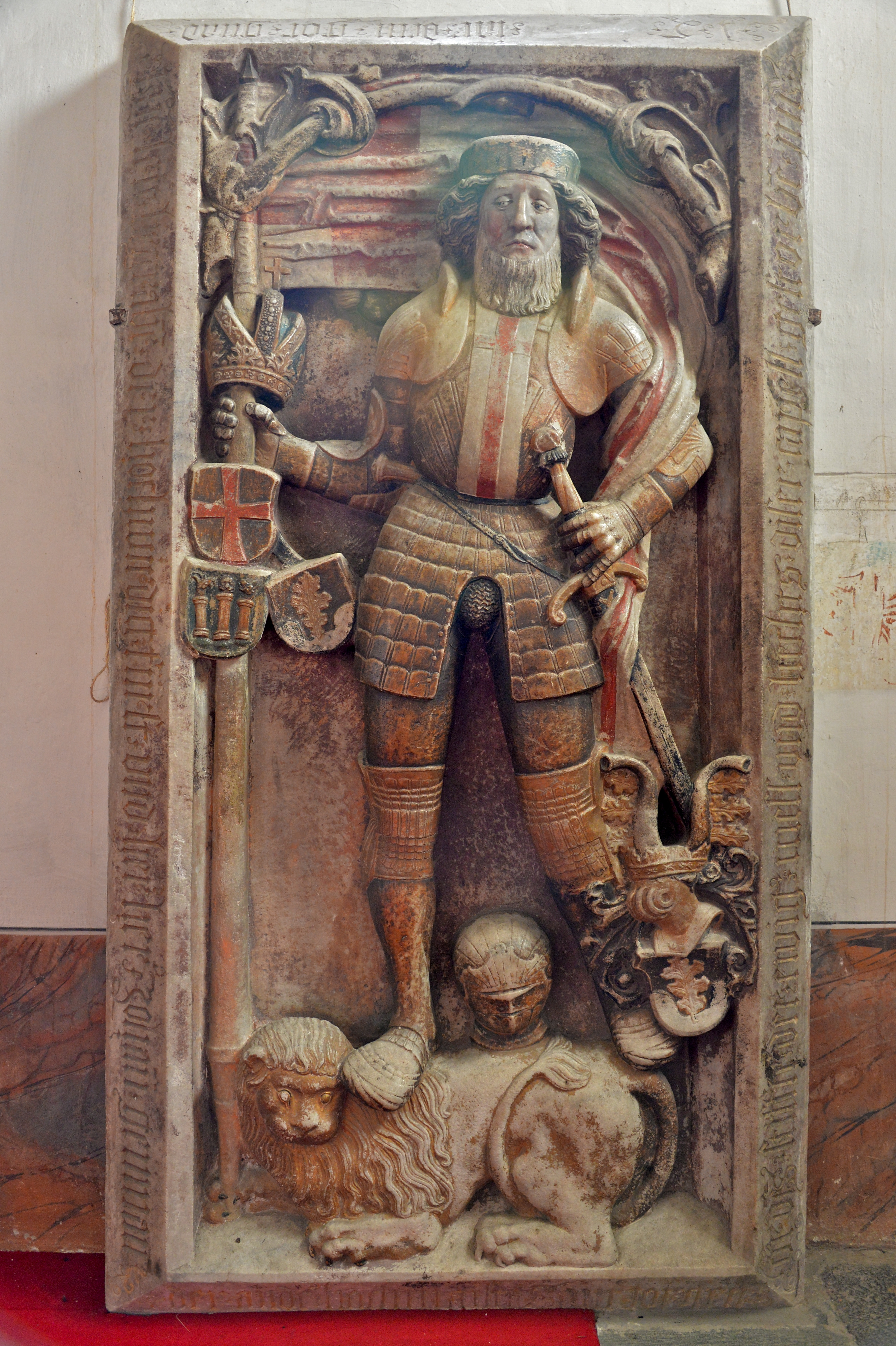
Epitaph des Hochmeisters Johann Geumann (1533). Geumannkapelle in der Pfarrkirche in Millstatt
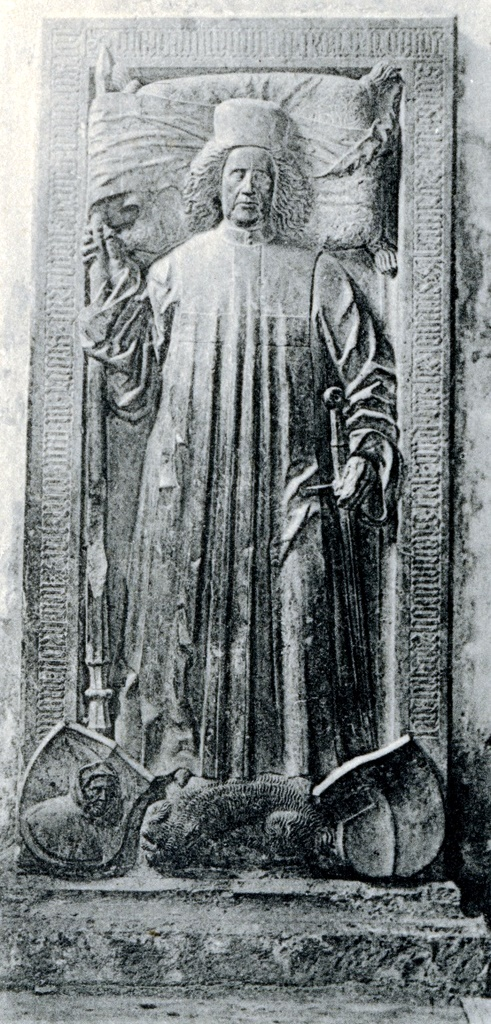
Grabplatte Johann Siebenhirters in der Stiftskirche Millstatt. Postkarte von 1923. Johann Siebenhirter war der erste Hochmeister des St. Georgs-Ritter-Ordens im Stift Millstatt in Millstatt / Kärnten / Österreich

### Österreich
- Parlamentsgebäude (Wien): 24 kannelierte monolithische Säulen mit 1,10 m Durchmesser und 8,50 m Höhe. Das Gewicht der monolithischen Säulen aus Rotgrau-Schnöll beträgt je circa 18 Tonnen.
- Unteres Belvedere in Wien: Großer Marmorsaal
- Oberes Belvedere in Wien: Marmorsaal
- Stephansdom in Wien: Tumba von Kaiser Friedrich III. Sein Grabmal im Wiener Stephansdom von Niclaes Gerhaert van Leyden ist eines der bedeutendsten plastischen Kunstwerke des Spätmittelalters. Ferner ein spätgotischer Taufstein, Füchselbaldachin, die Tumba für Herzog Rudolf II. und Herzogin Katharina und der Tabernakel am Hauptaltar.
- Verduner Altar in Klosterneuburg. Niederösterreich
- Hofkirche in Innsbruck: Kenotaph von Kaiser Maximilian I. und Säulen
- Marmorsaal im Stift Sankt Florian, Oberösterreich
- Dreifaltigkeitskirche in Stadl-Paura, Oberösterreich
- Pfarrkirche Adnet: Säulen, Altar, Baluster, Bodenbelag
- Alte Residenz und Neue Residenz in Salzburg.
- Portal der Stiftskirche Nonnberg, Salzburg.
- Kirchenportal in Irrsdorf, Oberösterreich

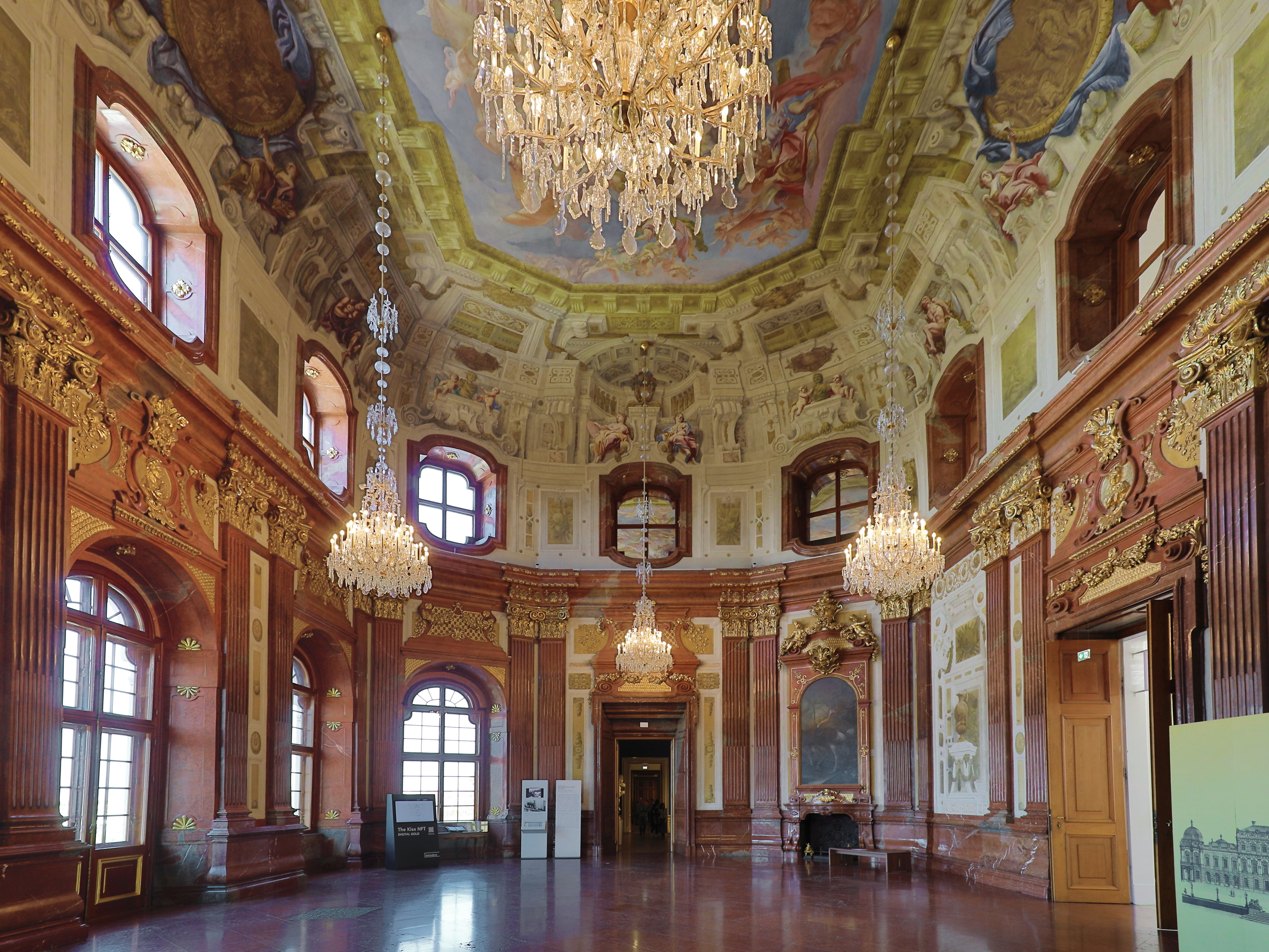
Der Marmorsaal im Oberen Belvedere in Wien
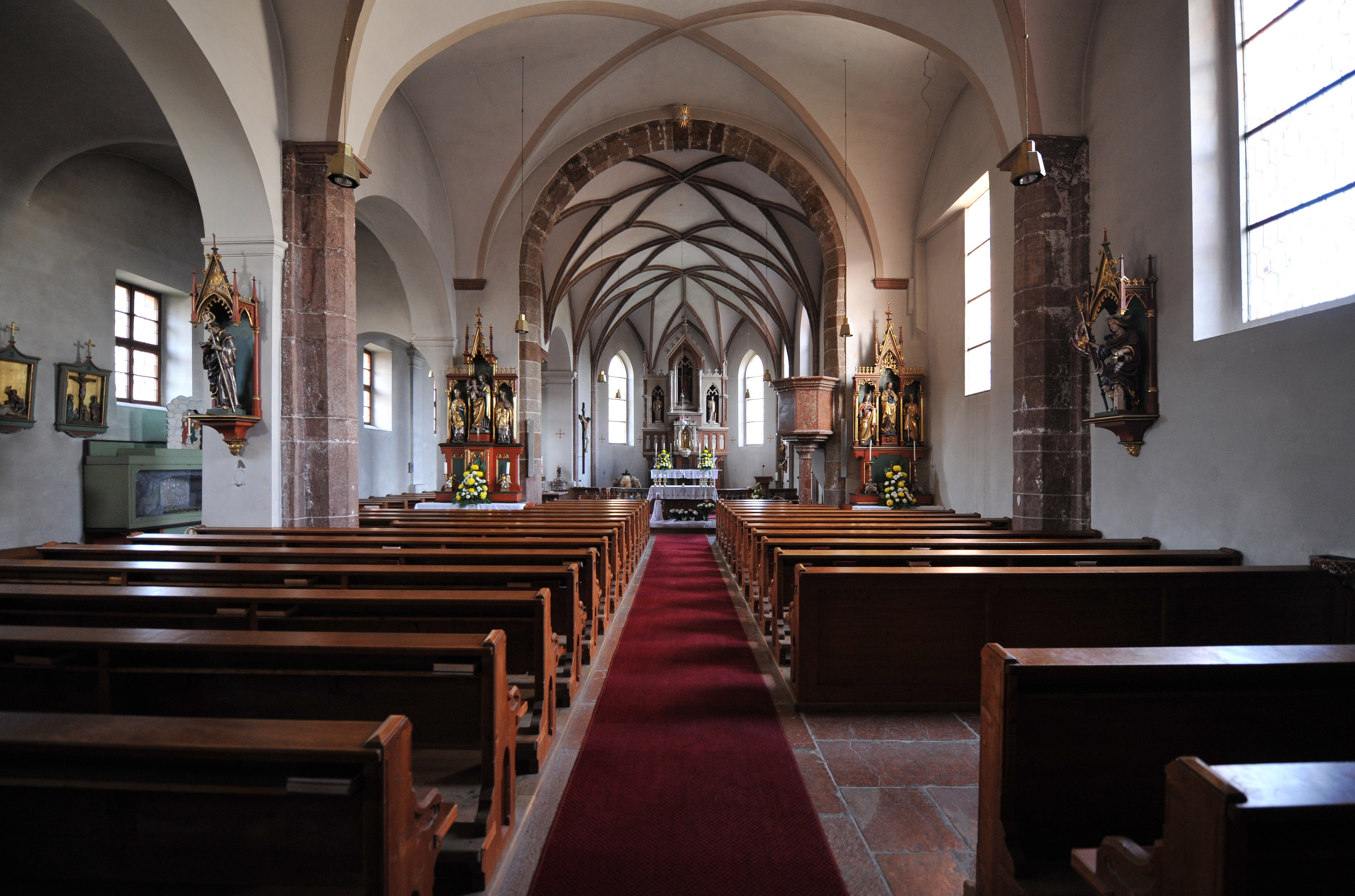
Innenansicht der Pfarrkirche von Adnet
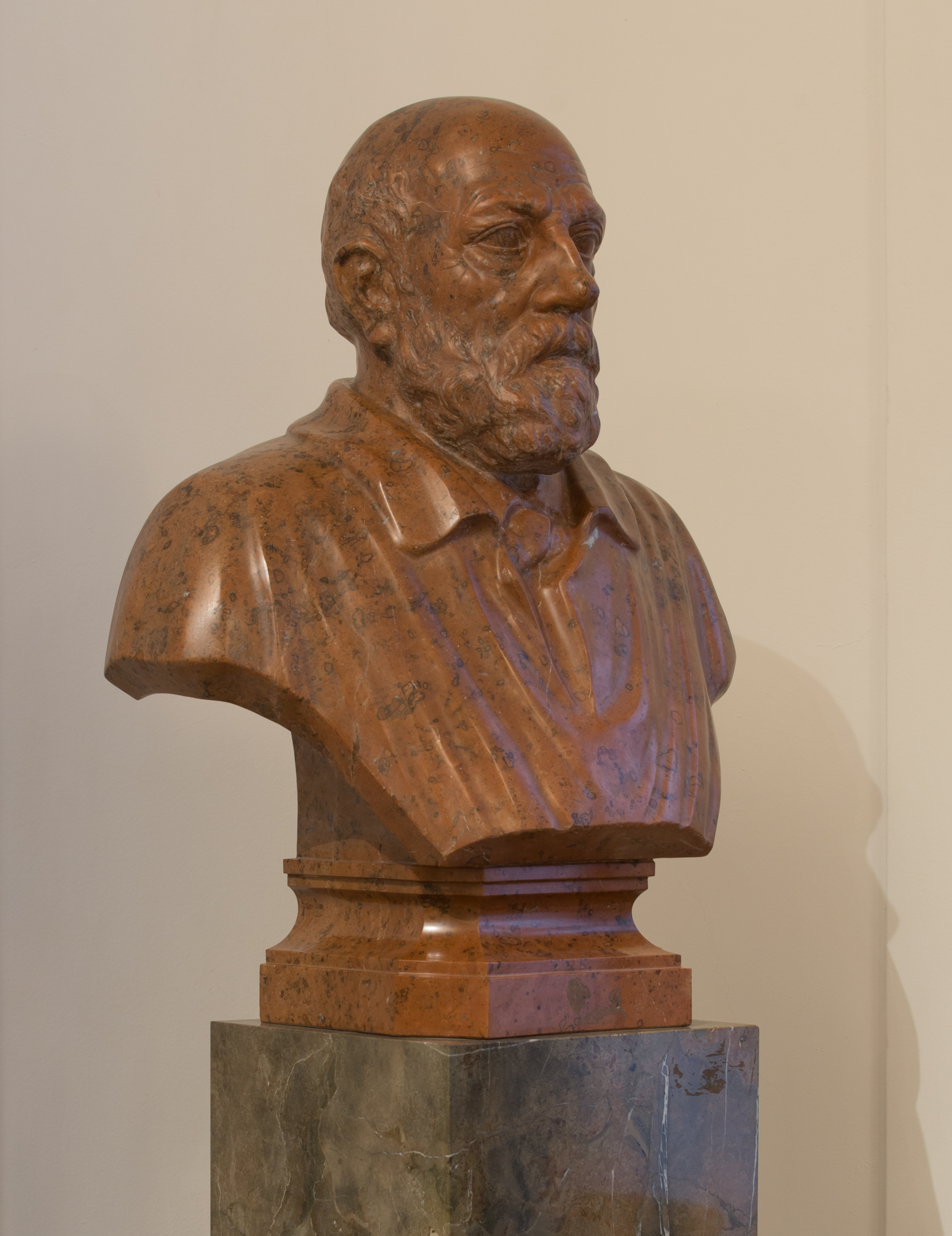
Büste von Eduard Suess in der Aula der Österreichischen Akademie der Wissenschaften, Adnet Rot

### Deutschland
- Frauenkirche in München: Grabplatte des Kaisers Ludwig IV. der Bayer und von Johannes Tulbeck
- Bamberger Dom Tumba von Kaiser Heinrich II. und Kunigunde von Tilman Riemenschneider
- Dom St. Kilian Würzburg: Tumba von Bischof Rudolf II. von Scherenberg und Bischof Lorenz von Bibra von Tilman Riemenschneider
- Mariendom zu Freising: Außenportal (siehe Abbildung)
- Mariensäule auf dem Marienplatz in München: Ein Monolith mit 5 m Höhe aus Rot-Scheck, der der geodätische Punkt Bayerns ist und den Ort für die Inthronisation der Erzbischöfe von München und Freising bildet.
- Karmeliterkirche zu Straubing: Tumba von Herzog Albrecht II.
- Kirche St. Zeno (Bad Reichenhall): Hauptportal aus dem 12. Jahrhundert (Adneter und Untersberger Marmor), der Taufstein von 1520 und die Kanzel von 1522
- St.-Lorenz-Kirche in Nürnberg: Epitaph von Kunz Horn
- Dom zu Speyer: Kaiserdenkmal (Fragmente)
- Epitaph Bischof von Chiemsee Georg Altdorfer in St. Martin zu Landshut vom Bildhauer Hans Beierlein.

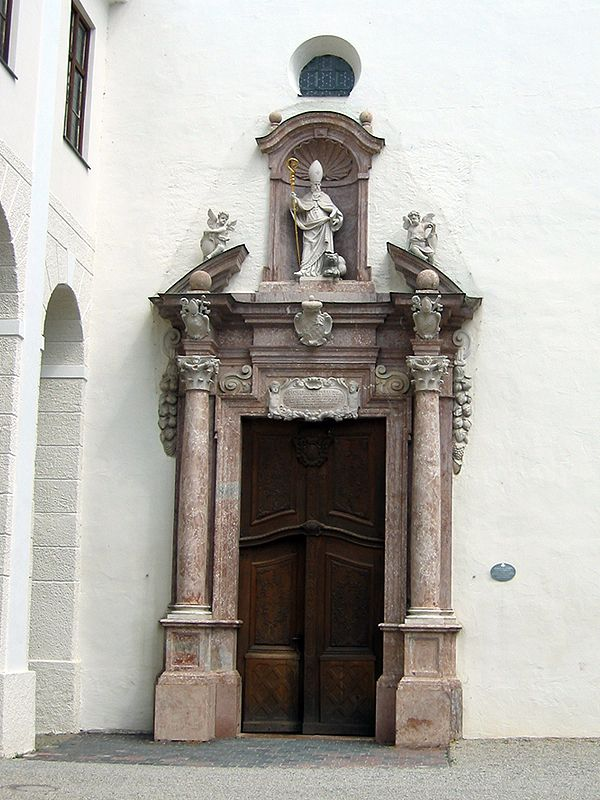
Portal am Freisinger Dom
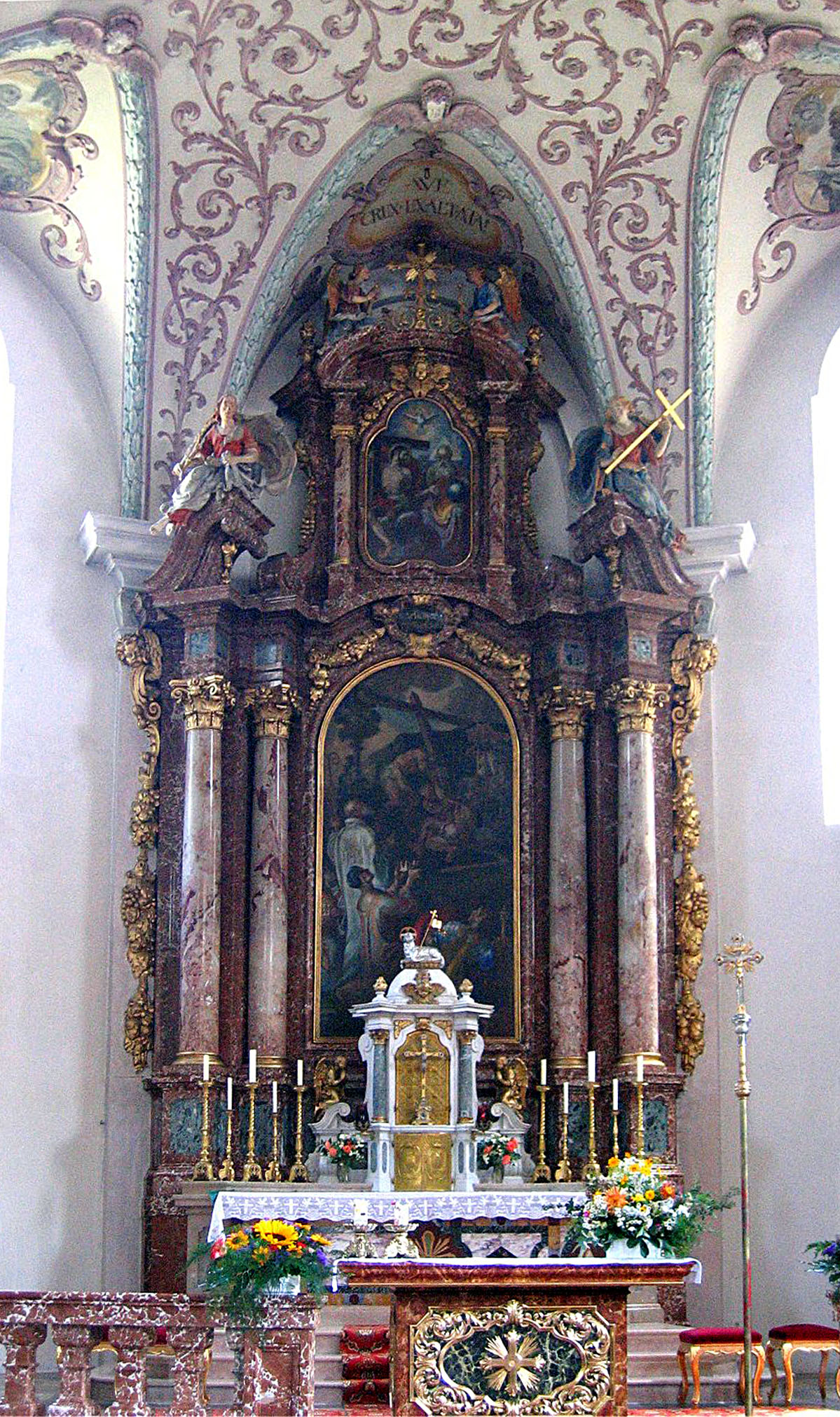
Hauptaltar der Pfarrkirche Heilig Kreuz in Kiefersfelden

### Polen
- Wawel-Kathedrale in Krakau: Tumba und Baldachin von König Kasimir IV. Andreas von Veit Stoß
- Dom zu Gniezno: Tumba des Bischofs Zbigniew Oleśnicki von Veit Stoß
- Kathedrale von Włocławek: Tumba des Bischofs Piotr z Bnina Moszyński von Veit Stoß